# Geografía de Honduras
Honduras es un país montañoso, más aún que los otros estados de Centroamérica, con un promedio de 1000 m s. n. m. La Cordillera Centroamericana divide al territorio en tres regiones: La Oriental, Central y Occidental. Geomórficamente, el territorio hondureño está dividido en tres zonas: Planicie Costera del Norte, Planicie Costera del Sur, y Región Montañosa (compuesta por las cordilleras del norte, centro y sur).
Honduras está limitada al norte por el mar Caribe, al este por el mismo mar y Nicaragua, al sur por Nicaragua, el golfo de Fonseca y El Salvador, y al oeste por Guatemala. La extensión territorial de Honduras, comprendiendo todas sus islas, es de aproximadamente 112.492 km².
Los ríos de Honduras se agrupan en dos vertientes costeras y la subvertiente interior del río Lempa. La vertiente del Caribe y la del golfo de Fonseca. Los ríos de Honduras que desembocan en el mar Caribe son: Chamelecón, Ulúa, Aguán, Lean, Tinto o Negro, Patuca, Segovia entre otros. En el océano Pacífico terminan por desembocar los ríos Choluteca, Negro, Goascorán, y el Nacaome. La subvertiente de Occidente o del río Lempa está alimentada por los ríos Blanco, Gualcarque, Torola entre otros, que se unen al río Lempa que cruza la frontera con El Salvador y que finalmente desemboca en el Pacífico. Los ríos que desembocan en el Caribe son los más extensos y caudalosos del país. 
"El Clima de Honduras es tan variado como la configuración de su suelo. La temperatura es cálida (Clima Tropical) en la costa del Atlántico (AF) y un poco menos en el Pacífico (Clima As); pero en el interior, en sus valles y mesetas, hay climas deliciosos y de temperatura fría con micro climas tipo de bosque lluvioso. Las costas N. y E. de Honduras...una temperatura más alta que cualquier otra parte...Sin embargo, esta disminuye rápidamente al penetrar al interior."

## Situación

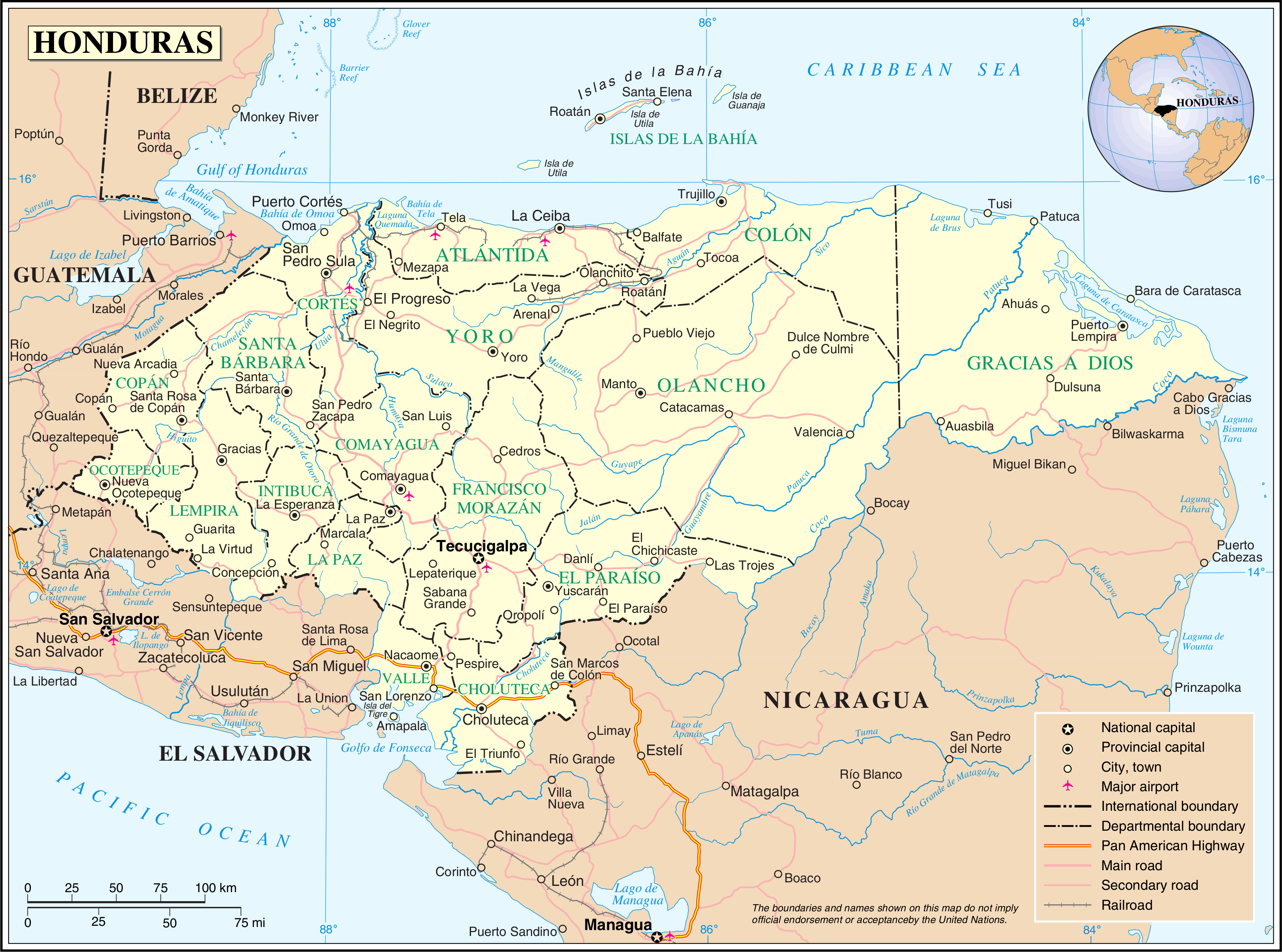
Mapa de la ubicación de Honduras en América Central

La República de Honduras se encuentra ubicada en la parte más ancha del istmo centroamericano. Ocupa el segundo lugar en extensión territorial en Centroamérica con un perímetro de 2401 km y una extensión de 112.777 km². Este país es el más céntrico de los países centroamericanos, se extiende entre las repúblicas de Guatemala, El Salvador y Nicaragua. 
Honduras se localiza geográficamente entre los 15°0′ de latitud norte, 12°59′latitud norte, 83°9′ longitud este y 86°30′ de longitud oeste. La mayor longitud de Honduras es de 676 km desde el cerro de Montecristo en el departamento de Ocotepeque hasta el cabo de Gracias a Dios; mientras la anchura máxima es de 369 km desde Punta Caxinas, en el departamento de Colón, hasta la antigua desembocadura del río Negro, en el golfo de Fonseca.
La demarcación fronteriza con El Salvador, quedó establecida luego de los acuerdo de paz firmados en Lima, Perú en 1980 por ambos países. Definidos los límites tras los acuerdos establecidos mediante el fallo de la Corte Internacional de Justicia en Holanda el 11 de septiembre de 1992. Así mismo, esta misma corte ratificó en 1960, la demarcación fronteriza con Nicaragua, la cual había sido establecida en 1906 en el laudo de Alfonso XIII, rey de España.
El 8 de octubre de 2007 el Tribunal Internacional de Justicia fijó la frontera marítima entre ambos países a 15 grados de latitud norte y 83 grados de latitud oeste, adjudicando a Honduras la soberanía de las islas Cayo Bobel, Cayo Port Royal, Cayo Savanna y Cayo del Sur y quedando Cayo Edimburgo en el lado nicaragüense. Mientras que los límites con Guatemala fueron definidos por el laudo del tribunal Hughes emitido en Washington en 1933.

## Límites

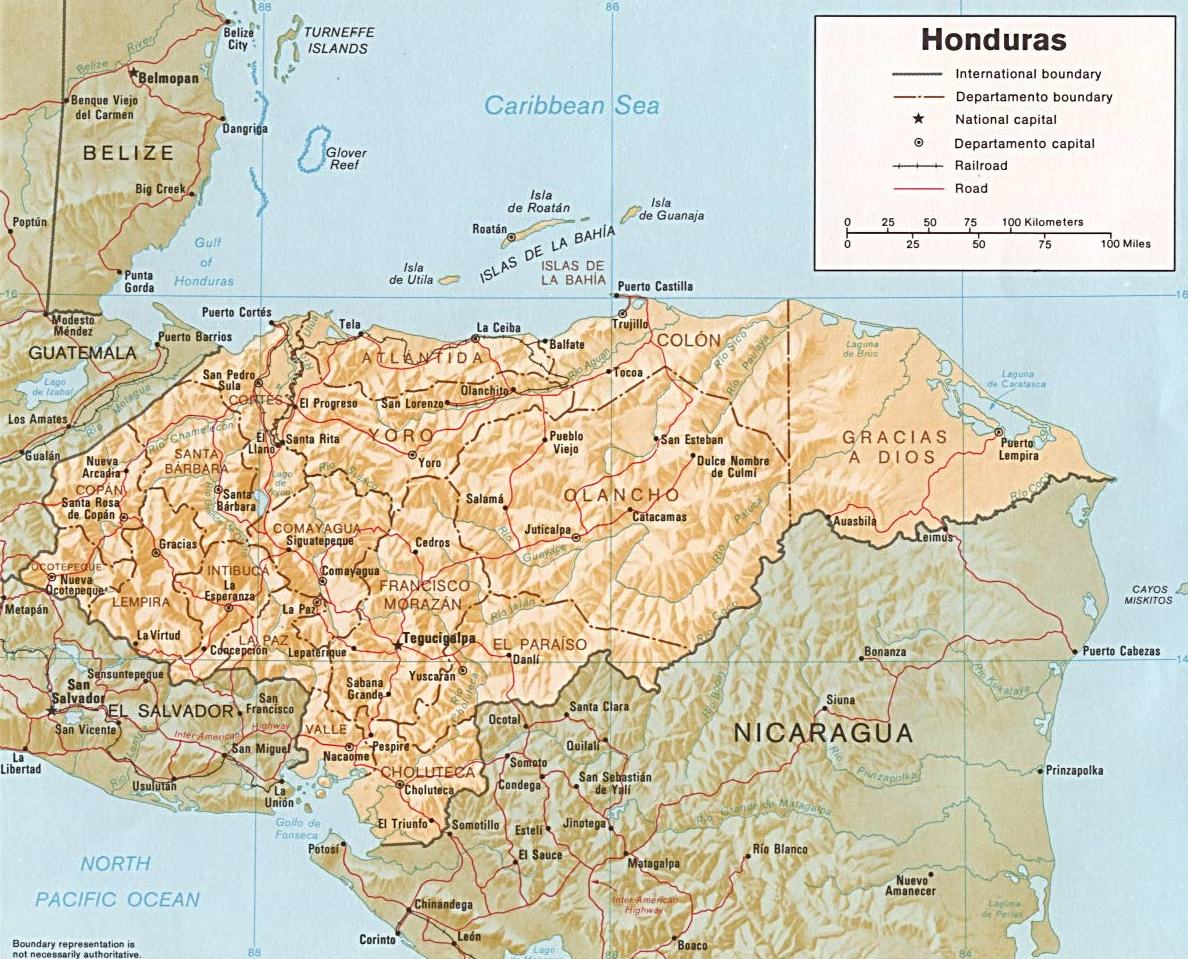
Mapa de la ubicación y límites de Honduras

Honduras tiene límites con otros tres países centroamericanos y dos líneas de costas bañadas por mares diferentes. Al norte, el territorio hondureño limita con el mar Caribe, en el océano Atlántico, hasta el cabo Gracias a Dios, en una extensión de litoral de 671 km aproximadamente. En el Atlántico, Honduras comparte límites marítimos con Belice, Cuba, Jamaica, Colombia, Gran Caimán y México. 
Al oeste y al noroeste está limitada por Guatemala desde la desembocadura del río Motagua  hasta el vértice del ángulo formado por esta línea y la que corresponde a los límites de Honduras con El Salvador, cerca del lugar denominado como Cerro de Montecristo, en una extensión de frontera de 256 km.
Al suroeste, Honduras limita con la república de El Salvador. Con esta república, tiene una frontera terrestre de 375 km de largo, cerca del cerro de Montecristo en el departamento de Ocotepeque, hasta la desembocadura del río Goascorán.
Del lado sur, Honduras limita con el golfo de Fonseca, en el océano Pacífico, donde tiene una extensión de 133 km de costa, hasta la parte inferior de la desembocadura del río Negro. Desde este punto hasta la confluencia del río Guasaule con el Negro sigue la línea de límites en una extensión de frontera con Nicaragua de 37 km.
A partir del punto de confluencia citado, el territorio hondureño está limitado, al Este y Sureste, por Nicaragua, hasta la desembocadura del río Coco o Segovia, en el océano Atlántico, en una extensión de frontera de aproximadamente 829 km. En conclusión, el perímetro del territorio hondureño se ha calculado en 2401 km, así: litoral norte, 671 km; litoral del golfo de Fonseca, 133 km; frontera con Guatemala, 256 km; frontera con El Salvador, 375 km; y frontera con Nicaragua, 966 km.

## Aspecto y superficie

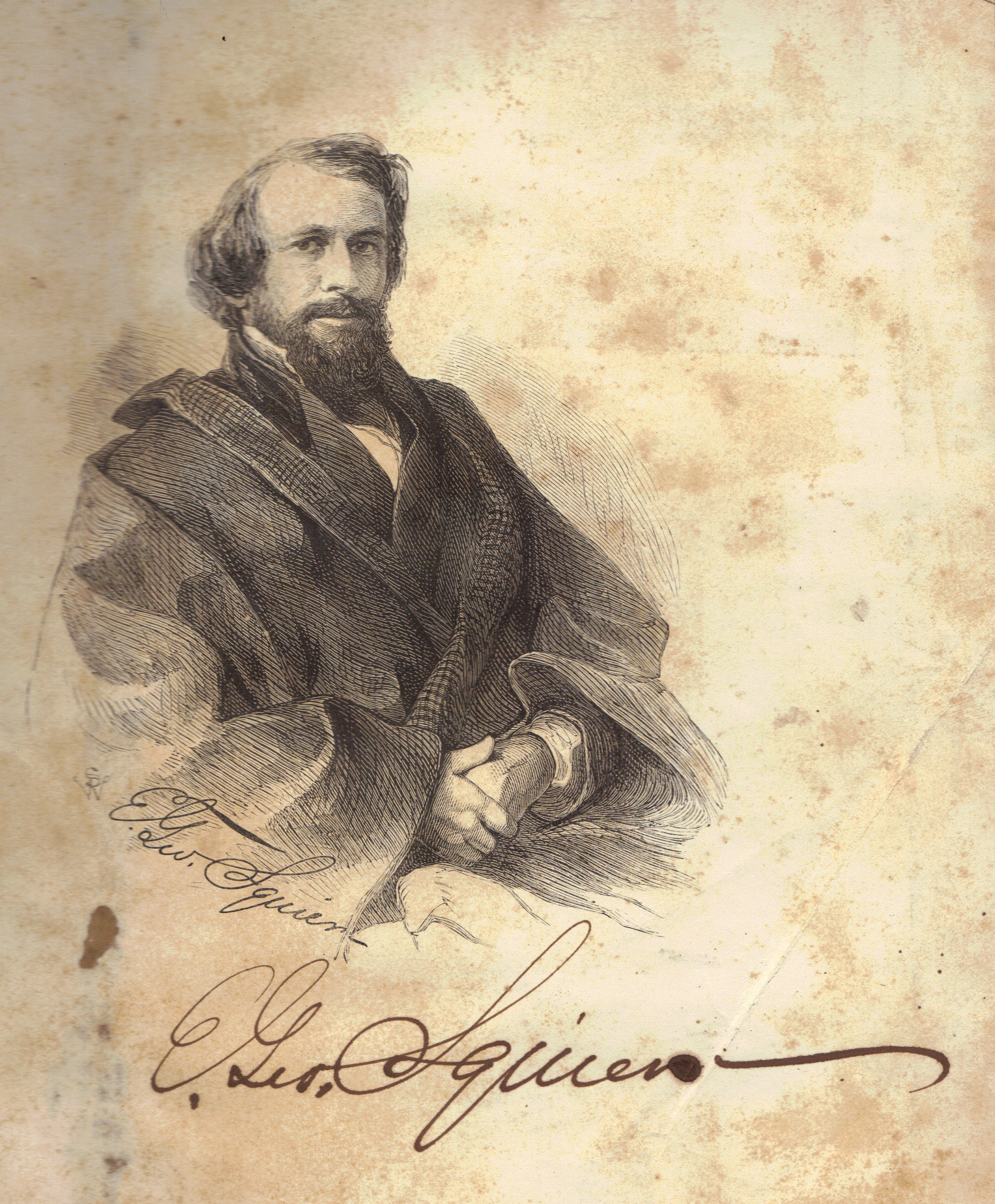
E. G. Squier, exploró y escribió extensamente acerca de la geografía de Honduras y Centroamérica

Geomórficamente, el territorio hondureño está dividido en tres zonas

"El territorio de Honduras es muy accidentado, lo forman altas filas de montañas, elevadas planicies, valles profundos en los que se encuentran llanos extensos y fértiles cruzados por ríos más o menos caudalosos y algunos navegables, todo lo cual contribuye a que Honduras, en su suelo y en su clima, sea como un resumen de toda la vida vegetal y animal de todos los países del istmo, de todos los climas, y por consecuencia de todas las producciones, desde aquellas de la zona tropical a las de las zonas de tipo templado."
Superficie: Geomórficamente, el territorio hondureño está dividido en tres zonas: Planicie Costera del Norte, Planicie Costera del Sur, y Región Montañosa. Aunque por su geomorfología se ubica en tres Regiones Fisiográficas la Región Costanera del Caribe, Región Central o Interno Tana y la Región de la Planicie Costanera de la Raza o Golfito de Fonseca. 
La Planicie Costera del Norte constituye aproximadamente 670 km de largo y se extiende desde la frontera con Guatemala hasta llegar a La Mosquitia, límite con Nicaragua. Esta franja de terreno suma el 16% del territorio hondureño y es la zona agrícola más productiva del país. Por otro lado, las Planicies del Pacífico ocupan solamente un 2% del territorio hondureño.
"Como queda indicado, el suelo de la República de Honduras presenta en su superficie grandes accidentes. De la base común de la cordillera...que del Sur se extiende al Norte, pasando por el Centro, parten en varias direcciones líneas de montañas que atraviesan en direcciones diferentes todo el territorio."
"La gran cadena de estas montañas, vista desde el Pacífico, del que no dista más de 90 o 100 km, tiene la apariencia de una muralla natural, con una línea más baja de montañas, alternada con picos de volcanes de extraordinaria regularidad. En el extremo Sur éstos desaparecen para manifestarse en la bahía de Fonseca bajo la forma de islas de origen volcánico con picos altos y montañas."
"Por el Norte se encuentran varios grupos de montañas que cortan la costa longitudinalmente, no dejando percibir desde el mar interrupción alguna que indique el curso de los ríos por entre le continuada cadena de montañas que bordea la costa, y que desemboca en ésta."

## Orografía
La región montañosa del territorio hondureño que "comprende las tierras altas del interior, cubre una superficie" de aproximadamente el 82%. Esta región montañosa, forma parte de la gran Cordillera Centroamericana, la cual atraviesa el territorio hondureño en una dirección general de Noroeste a Sureste. Su recorrido es muy irregular, interrumpido por un ancho valle.
La línea de la Cordillera Centroamericana, al entrar en Honduras por la frontera de Guatemala, sigue al sureste en tanto que un espolón de ella toma la dirección noreste hasta la bahía de Honduras. En el punto de separación (hacia el sureste) recibe el nombre de El Gallinero, Montaña del Merendón y La Grita.
"Por su orografía", la región hondureña de la cordillera Centroamericana está formada por tres cordilleras: La del Norte, la Central y la del Sur."

### Sierra del Norte

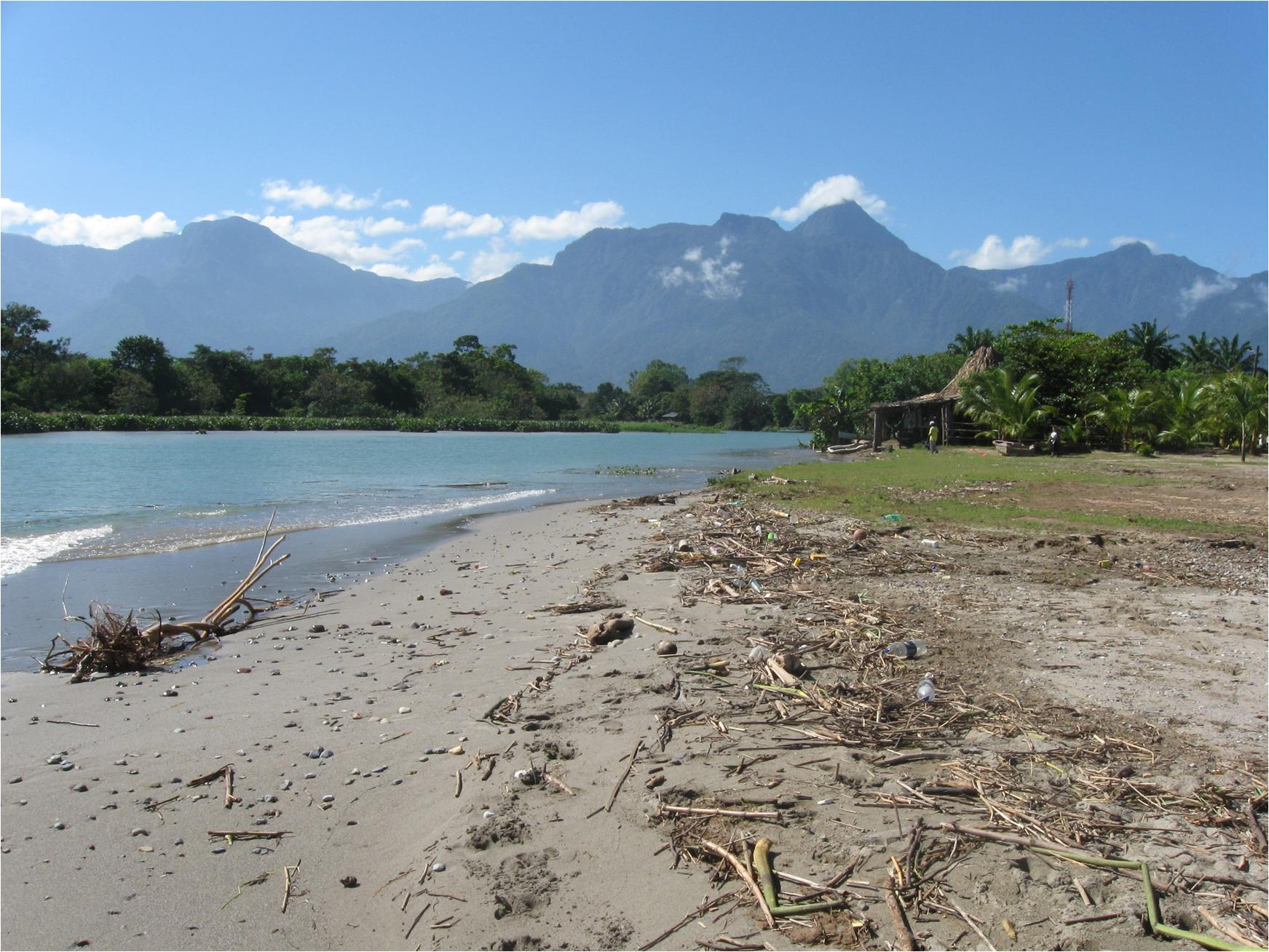
Playas de El Porvenir, al fondo se puede observar Pico Bonito

La sierra del Norte incluye las sierras del Espíritu Santo, Omoa y Nombre de Dios. Esta cordillera está interrumpida por el gran Valle de Sula, que separa a la Sierra de Omoa de la Sierra Nombre de Dios. 
La sierra del Norte en dirección hacia el golfo de Honduras, entre los departamentos de Copán y Santa Bárbara en la frontera con Guatemala, se denomina sierra del Espíritu Santo. Sus principales montañas son La Grita, Elencia, Las Dantas, La Casimira y Los Monos. Su punto más alto es Cerro Azul en Copán, a unos 2285 metros sobre el nivel del mar. 
Ya en la costa norte de Honduras entre los departamentos de Santa Bárbara y Cortés, esta sierra recibe el nombre de Sierra de Omoa con una altura de 2000 a 2400 metros (cerca de 8000 pies). Al pie de esta montaña, por el lado Norte, corre el río Motagua, y al Sur el Chamalecón que corre separado del Santiago, paralelo a él, por una línea de collados que termina en el gran valle de Sula, cerca de la boca del río Ulúa. Las principales montanas de esta sierra son, San Ildefonso y Omoa.
La Sierra Nombre de Dios, se sitúa "entre los Departamentos de Yoro y Atlántida siguiendo sus estribaciones montañosas hasta el Departamento de Colón en donde se encuentran muy cerca de la costa y frente a la ciudad de Trujillo las montañas o picos de Calentura (1235 msnm) y Capiro con una altitud de 667 msnm." "A la Sierra Nombre de Dios pertenecen las montañas de Nombre de Dios, La Masica, Mico Blanco, El Tiburón y Cangrejal con el pico más elevado de la sierra: Pico Bonito con 2435 m s. n. m. Al sur de la ciudad de la Ceiba, se encuentra la Montaña de Salitrán que se interna hasta el litoral Atlántico.

### Cordillera Central

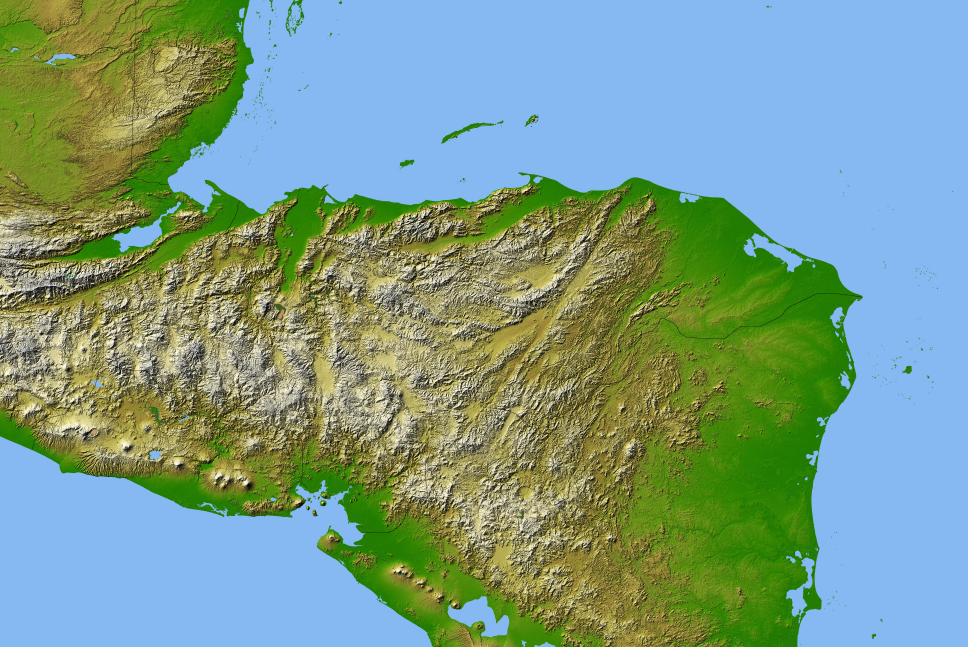
Topografía de Honduras

La región central de Honduras es una zona predominantemente montañosa. "Su topografía es dominada por montañas de mediano tamaño, en promedio de 1400 m. sobre el nivel del mar lo que crea un clima agradable la mayor parte del año." 
 En esta zona se encuentra la Cordillera Central en la cual se encuentran las siguientes sierras: El Gallinero, Atima, Montecillos, Comayagua, Mico Quemado, Sulaco, Misoco, Agalta, Punta Piedra y La Esperanza. 
"La Sierra del Gallinero se extiende desde el Departamento de Copán, desde las cabeceras del Río Gila, entre los municipios de la Unión y Cabañas, cruza el Departamento de Copán y Santa Bárbara hasta el municipio de Concepción del Norte. Aquí se asienta la meseta de Santa Rosa donde se ubica la ciudad de Santa Rosa de Copán." 
"La Sierra de Atima se ubica con una orientación SO-NE comenzando en la Montaña Joconal al norte del Municipio de Lepaera, Lempira, cruza todo el Departamento de Santa Bárbara hasta terminar cerca de Villanueva, Cortés." 
La Sierra de Montecillos, se extiende desde el departamento de Cortés, pasa por Comayagua"  hasta llegar al departamento de la Paz. "En la sierra Montecillos se encuentran las montañas de Meámbar, Maroncho, y la Nieve. En estas sierras, la altitud máxima alcanza 2,744 m s. n. m. precisamente en el Pico Maroncho."«En la base oriental de la línea de la Sierra de Montecillos, donde la interrupción de las cordilleras es completa, está el llano de Comayagua.» 
Sierra de Comayagua: Se encuentra en Comayagua y es separada al norte por el valle de Sulaco y al sur por Amarateca que separa de la montaña de Hierbabuena en Francisco Morazán al sur del pueblo de Talanga. En su prolongación por el lado norte se encuentran ubicados los pueblos de Minas de Oro, Esquías y San Luis (Comayagua).
«Sierra de Mico Quemado se localiza al occidente del Departamento de Yoro, son las montañas ubicadas al frente oriental de la ciudad de El Progreso. Está delimitada por el Valle del Río Ulúa o de Sula al occidente, por el Río Humuya hacia el sur, por el Valle de Olomán drenado por el Río Cuyamapa al oriente y por el Río Guaymas afluente de la Laguna de Toloa, al norte.»
La Sierra de Sulaco se encuentra hacia "el este de las altas montañas de Comayagua, pasados el río y valle de Sulaco, se llega hasta este grupo de altas montañas, situadas casi en el centro de Honduras y en las cuales tienen origen ríos muy importantes, que corren hacia el Atlántico, como el Aguán o Romano; y otros de menor importancia que van hacia el Sur. Es una sierra de corta extensión de unos 60 km de Este a Oeste.""Entre sus montañas principales está Pico Píjol cuyo pico está a 2282 msnm, formando parte de los picos más elevados del país." 

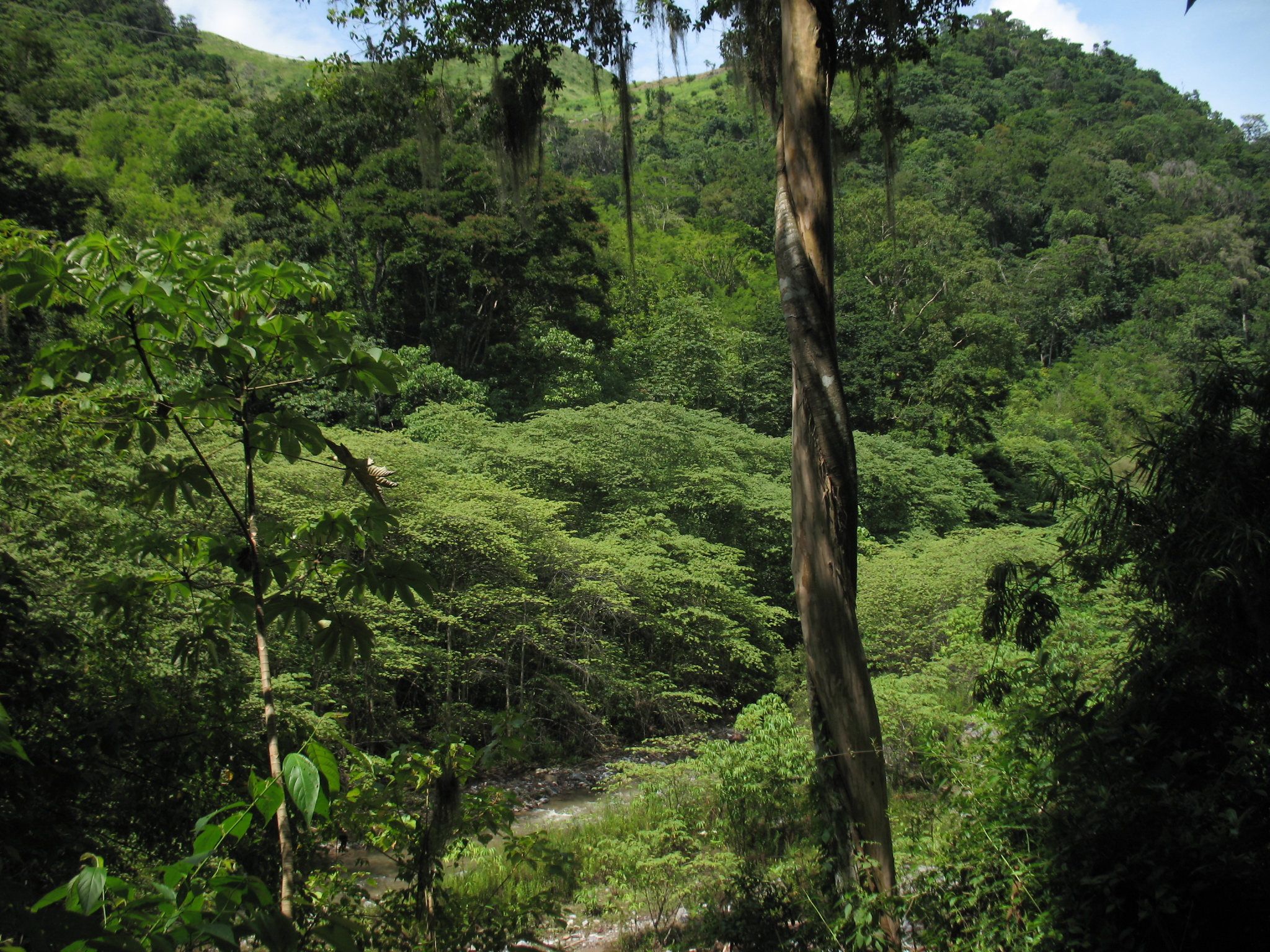
Agalta

"Sierra de Misoco y Almendarez sirve en parte de línea fronteriza entre los Departamento de Francisco Morazán y Olancho, extendiéndose de NO a SE, un ramal de la sierra se ubica en la parte Norte del Departamento de Francisco Morazán, formando el grupo de las Montañas de La Flor, limita al Norte por el Valle del Río Guayape y al Sur por el Valle del Río Jalán. Pertenecen a esta Sierra las montañas de El Chile, al Sur del Río Jalán, comunicándose al Oriente con las montañas de Villa Santa y Azacualpa. Entre las montañas principales que conforman esta sierra están Montaña La Flor, Misoco, Almendáres, Neblinas, La Lona, Jaboncillal, Maracunda, Carrizo, El Derrumbe y Conventos."
La "Sierra de Agalta se extiende de suroeste a noreste entre los departamentos de Olancho y Colón. En esta sierra se encuentran las montañas del Boquerón, separadas por el Valle del Río Telica y las montañas de San Pablo, entre los Ríos Sico y Paulaya también llamado Río Tinto. 
En su parte suroeste se observan dos estribaciones una proveniente de la Montaña de Macupina entre los municipios de La Unión y Esquipulas del Norte y la otra de las Montañas del Boquerón y La Cecilia por el lado de los municipios de Guayape y Salamá. En las Montaña Los Blancos se encuentra el parque nacional La Muralla. Formando el tronco de la Sierra de Agalta se encuentran las montañas de Fray Pedro, Aguacate, Zapotillo."

Sierra Punta Piedra: Se ubica entre los Departamentos de Gracias a Dios y Colón, orientándose de este a oeste. La montaña principal de Punta Piedra fue arqueada por un batolito intrusivo que aflora en una empinada garganta del río Wampú. Forman parte de esta sierra las montañas del Río Plátano.
Sierra de La Esperanza: Se orienta de SO a NE y sirve en parte de línea divisoria entre los Departamentos de Olancho-Yoro y entre Olancho-Colón. Sus estribaciones hacia el NE se orientan hacia el cabo Camarón, en el litoral Norte. Pertenecen a esta sierra Las montañas de Cerro Azul de Botaderos con 1433 m s. n. m. y de La Esperanza con 1075 m s. n. m. Otras montañas son Aguacatal, Jaguaca al sur de Sabá y Piedra Blanca y Paya al sur de Limón en Colón. La Sierra de la Esperanza sigue paralela a las cuencas hidrográficas de los Ríos Sico y Aguán, sirviendo de parteaguas para ambas cuencas. Termina cerca de la costa en el Cerro Sangrelaya con 1800 m s. n. m. al sur de Iriona.

### Sistema Montañoso del Sur

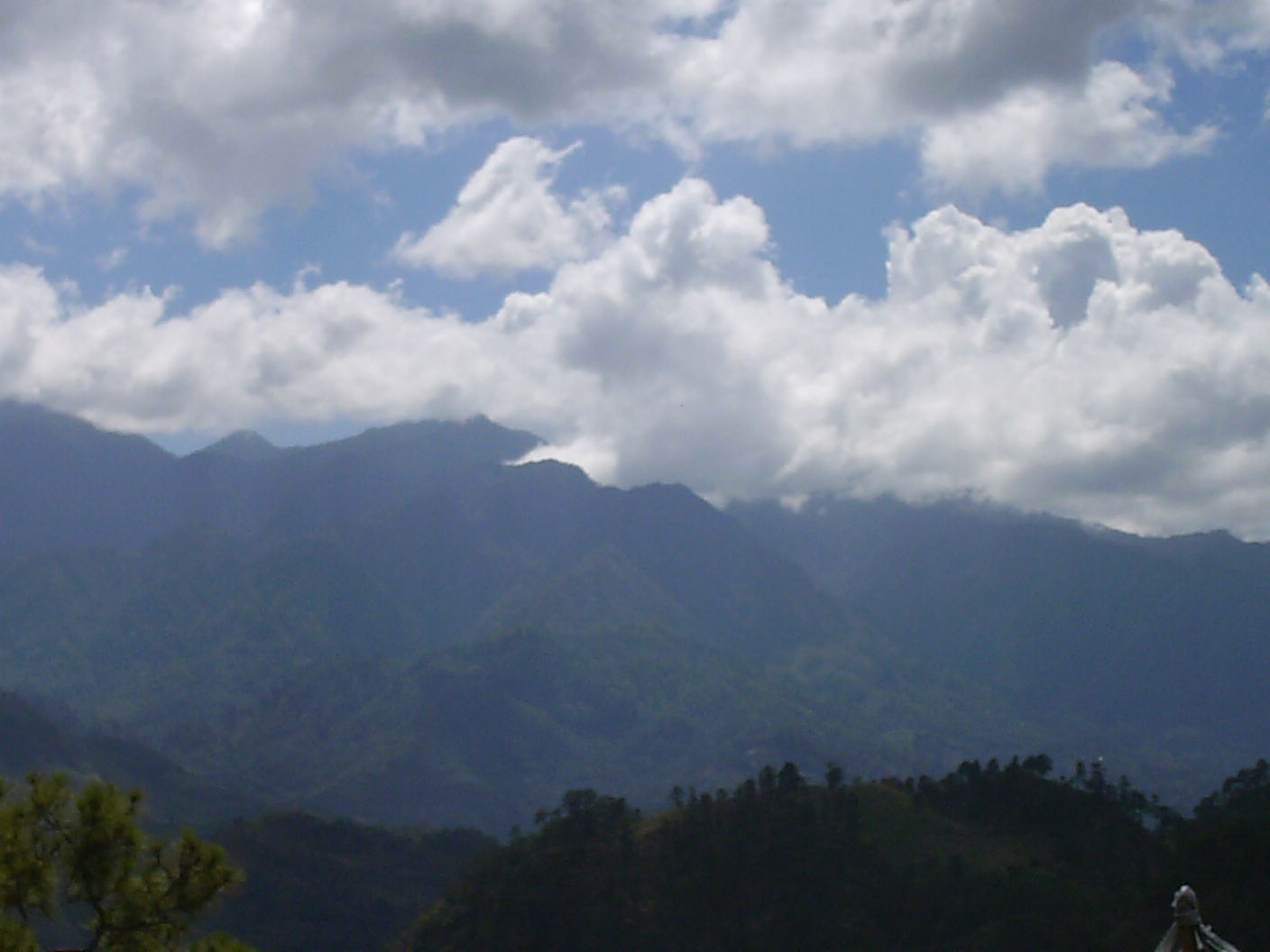
Celaque

La Cordillera del Sur atraviesa Honduras desde los departamentos de Ocotepeque hasta el de Gracias a Dios. Estas cadenas de montañas se orientan del nordeste al sudoeste, mientras que en la parte occidental las montañas tienen una dirección nornoroeste-sursudeste. En esta región se encuentran las cumbres más altas del país. Forman parte de la Cordillera del Sur las sierras de Celaque, Dipilto, Lepaterique, Puca u Opalaca, el Merendón y las montañas de la Sierra.
La sierra de Celaque está ubicada entre los departamentos de Ocotepeque, Copán y Lempira. Comienza en las cimas de Belén Gualcho (Ocotepeque), y sigue una orientación norte hasta San Pedro de Copán, donde tuerce al sureste, continuando por el departamento de Lempira. Frente a la ciudad de Gracias se encuentra, el Pico Celaque en la montaña homónima, considerado «el techo de Honduras», debido a sus 2849 m.
Es parte de esta sierra la montaña de Azacualpa, situada al occidente de Erandique; al sur de esta montaña se encuentra el Pico Congolón, con 2134 m s. n. m.; en la parte suroriental se encuentra la montaña Coyocutena. Asimismo, son parte de esta sierra las montañas de la sierra son montaña Peleo y montaña Lempira, al norte de Santa Cruz, en Lempira.
La sierra de Dipilto es una de la más largas de Honduras (400 km). Se extiende desde el oeste del departamento de Choluteca y cruza el de El Paraíso, donde marca la frontera con Nicaragua. Luego sigue su curso por los departamentos de Olancho y Gracias a Dios. 
La sierra de Lepaterique se levanta al sur del valle de Comayagua con el nombre de Yerba Buena, sirviendo de divisoria de aguas en toda su trayectoria de los ríos Humuya, Nacaome, Goascorán y Choluteca. Se divide en tres ramales: uno se dirige hacia el Sur, otro toma dirección suroriental y el tercero toma rumbo norte, hasta quedar limitado por el valle de Choluteca en el municipio de San Juan de Flores. Son parte de la sierra de Lepaterique las montañas de Pocoterique, Canta Gallo, Cebollal, Lepaterique, Upare y La Tigra, entre otras.

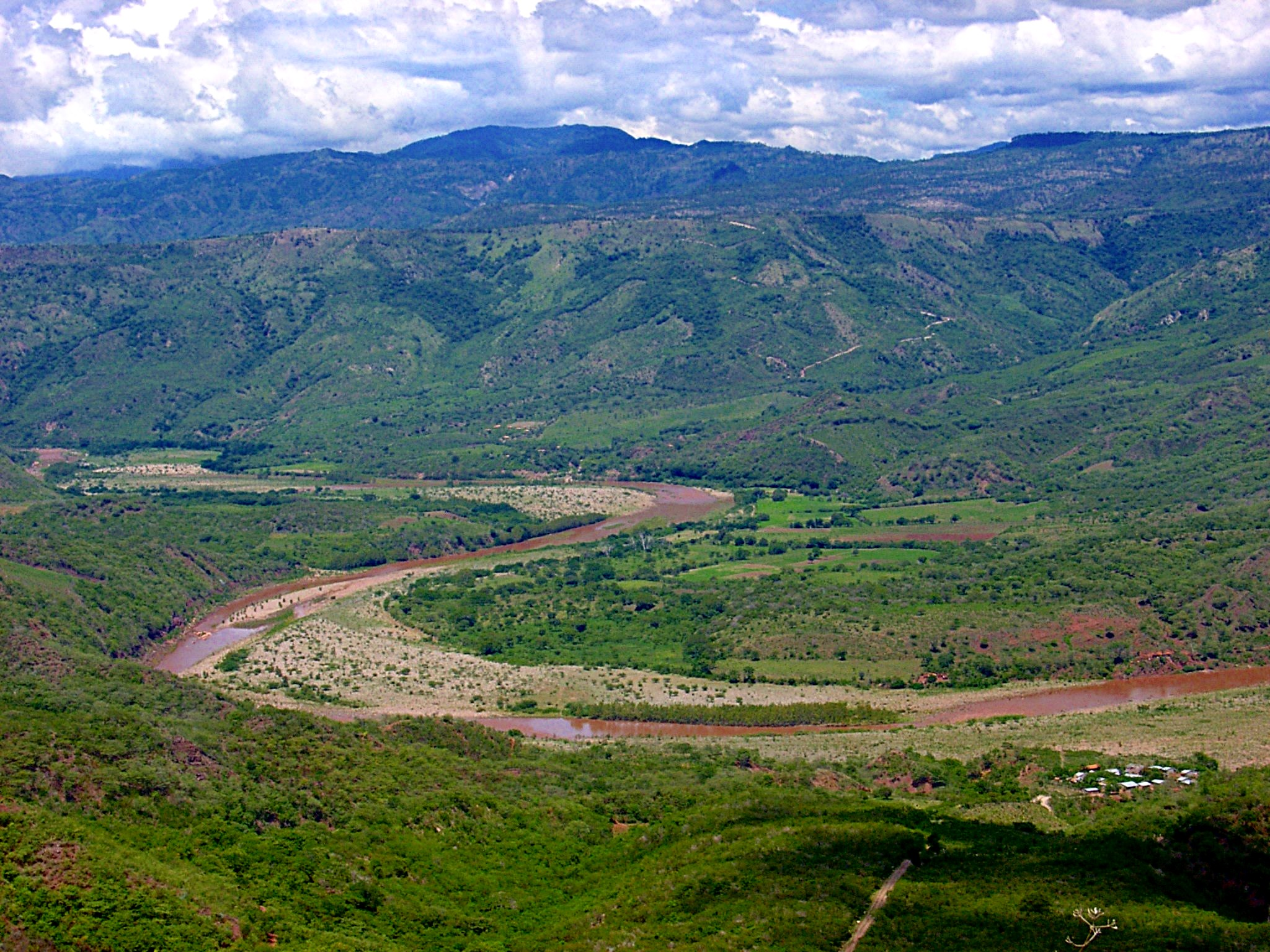
Cordillera del sur

Al oriente de Celaque inicia su desarrollo la cordillera de Puca u Opalaca, con crestas que se elevan por encima de los 1600 metros de altura. A esta sierra pertenecen las montañas de Portillo, Jacán, Joconal San Rafael, El Sirín, Aguailaca, Ojuera, Monte Verde, Chupuca y Pacaya, entre otras. La sierra de Puca sirve de línea fronteriza entre los departamentos de Lempira y Santa Bárbara. En la parte sureste, esta sierra recibe el nombre de sierra de Opalaca. En su punto más alto (la montaña Ojuera) esta sierra alcanza los 2347 m s. n. m.
Del noroeste al sureste y entre los departamentos de Copán, Ocotepeque y Lempira, se extiende la sierra del Merendón. A ella pertenecen las montañas de El Portillo y Cayaguanca, al sureste de la ciudad de Ocotepeque, con una elevación de 2305 m s. n. m. También la montañas de Santa Bárbara y La Canguacota, con 2409 m s. n. m. La cúspide de esta sierra es el Cerro el Pital, con los 2730 metros que alcanza sobre el nivel del mar.
Las montañas de la Sierra están ubicadas en el departamento de La Paz y en el extremo sur del de Intibucá. Forman parte de la sierra la montaña de Naguaterique, con 2225 m s. n. m., ubicada al sur de Santa Elena, y se extiende hasta el municipio de Colomoncagua, en Intibucá. Hacia el centro del departamento de La Paz, se encuentran las montañas de Sabanetas, de la Sierra, Pacayal y de Upa.

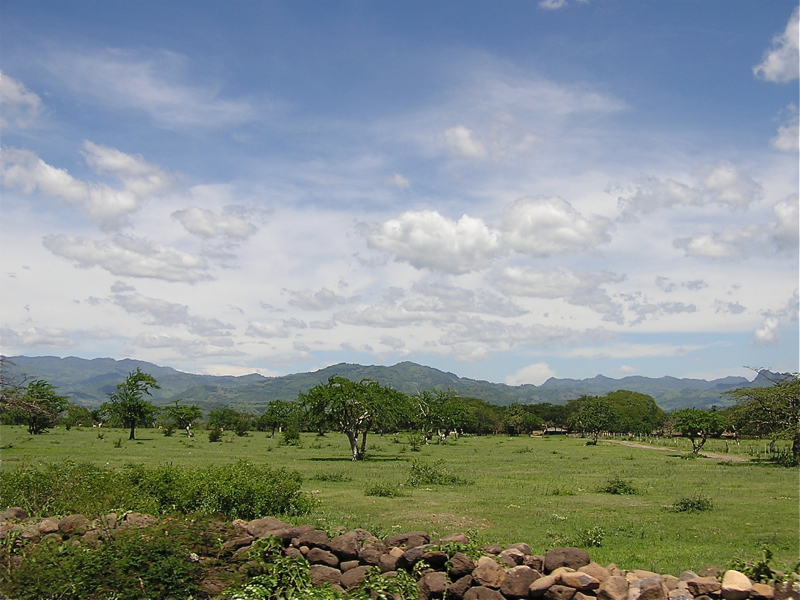
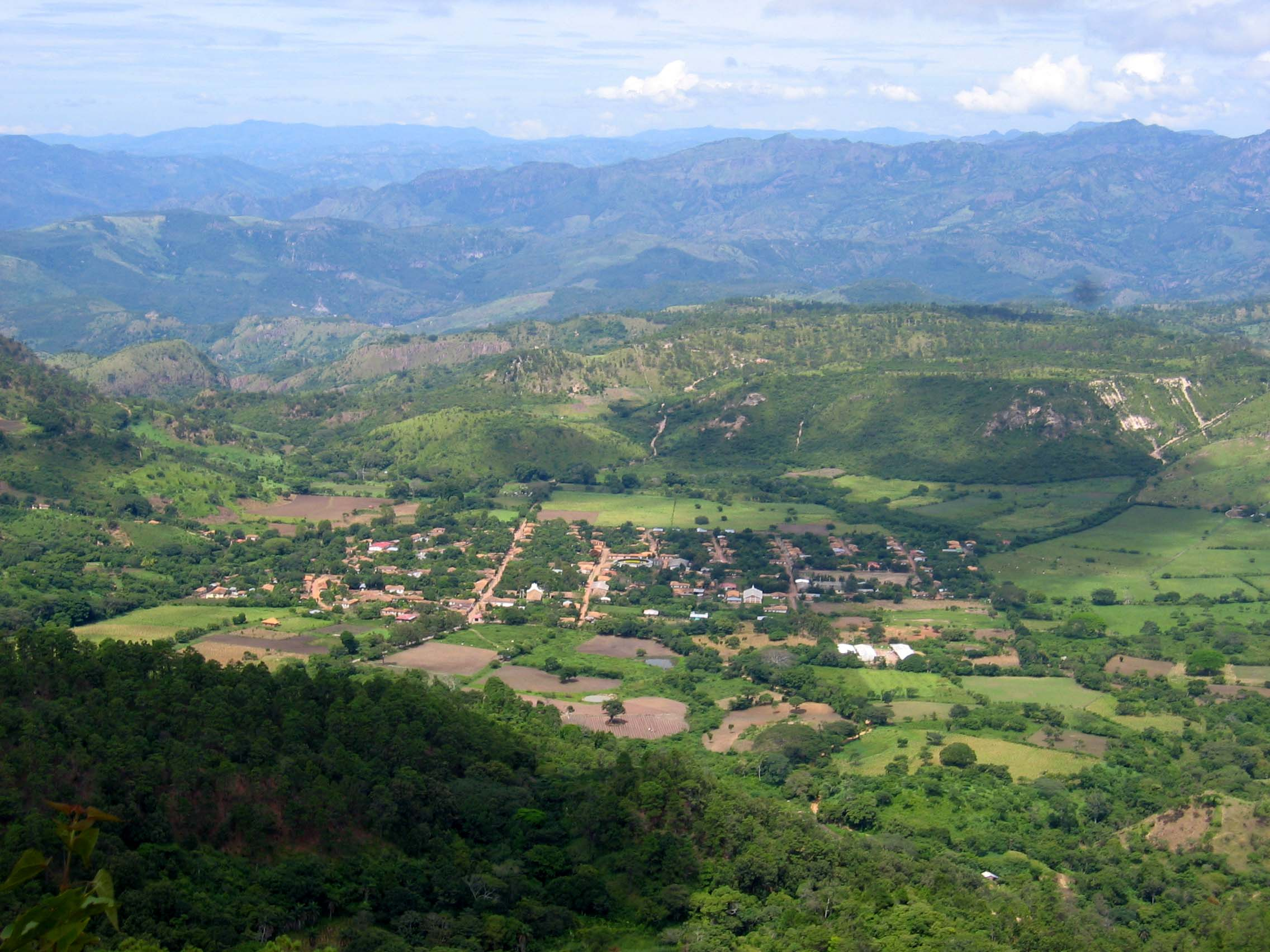
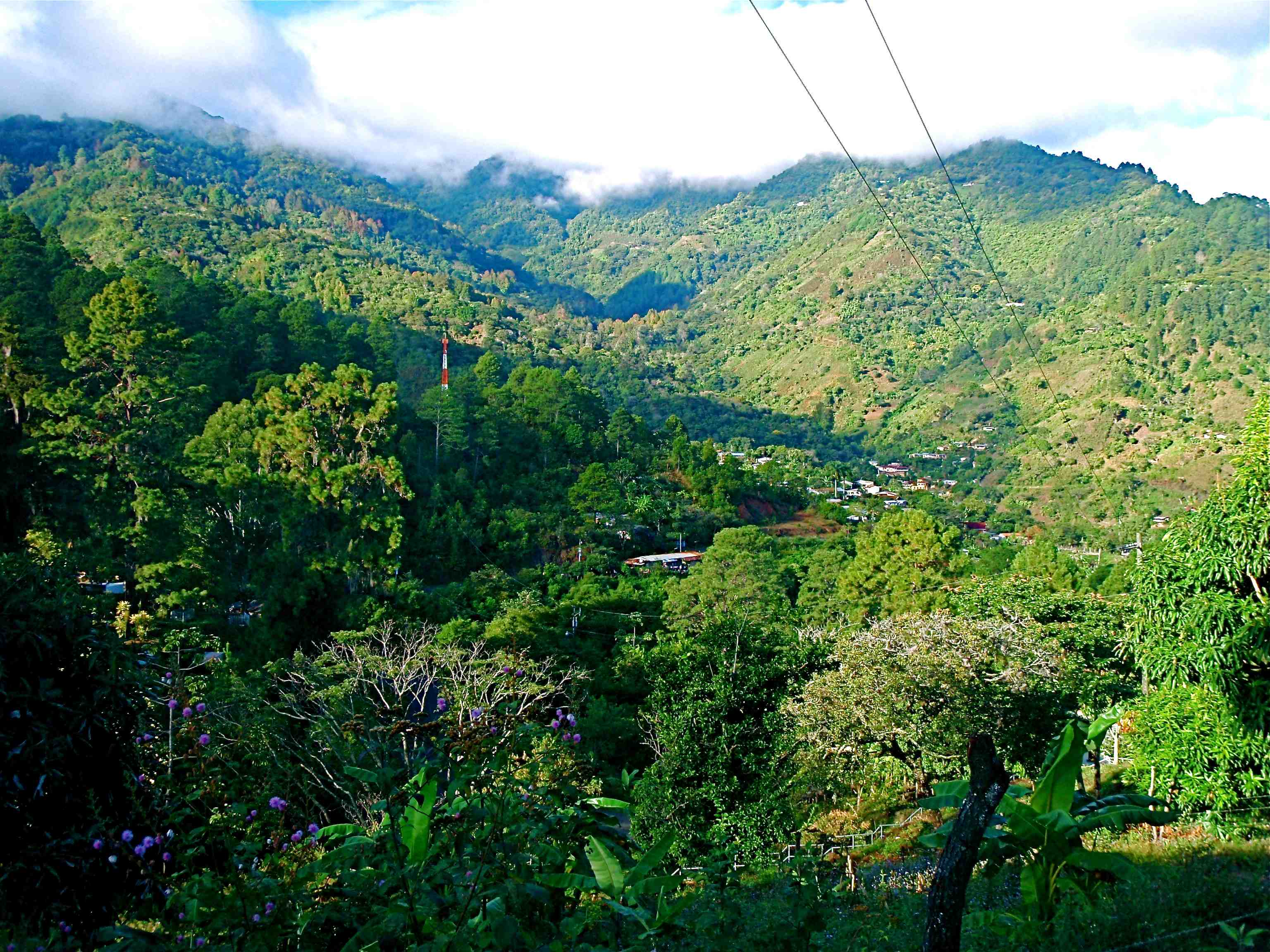
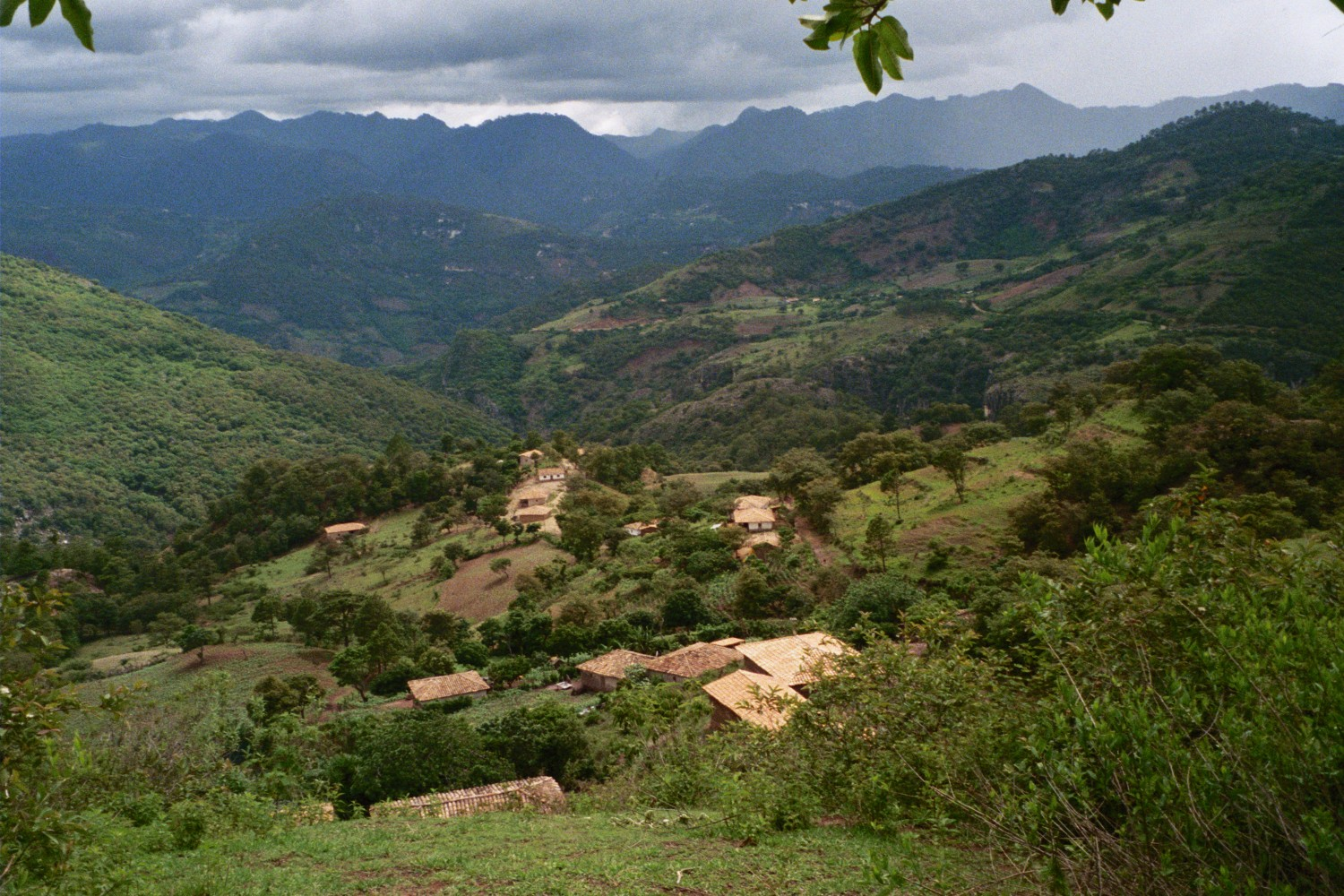
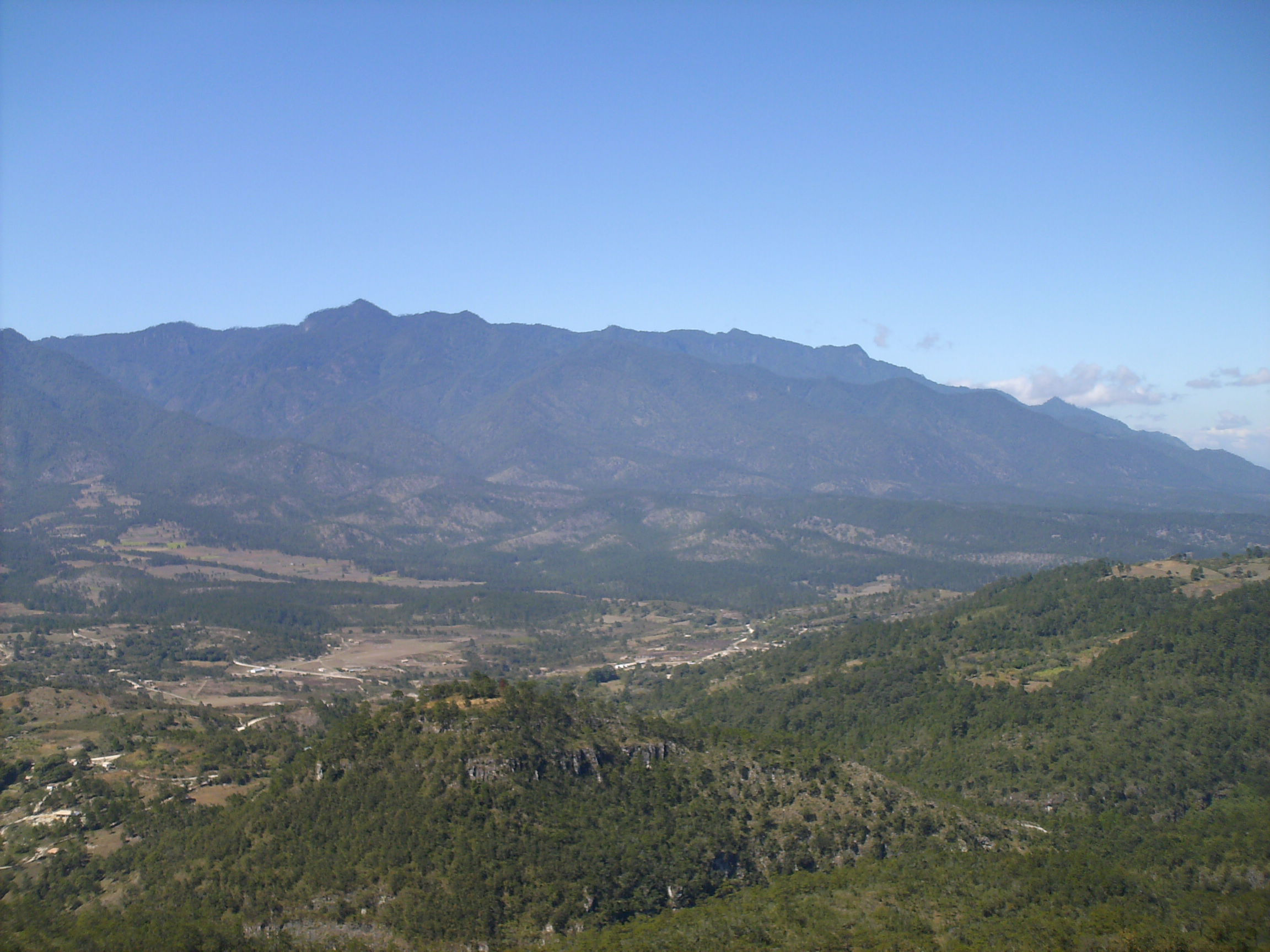
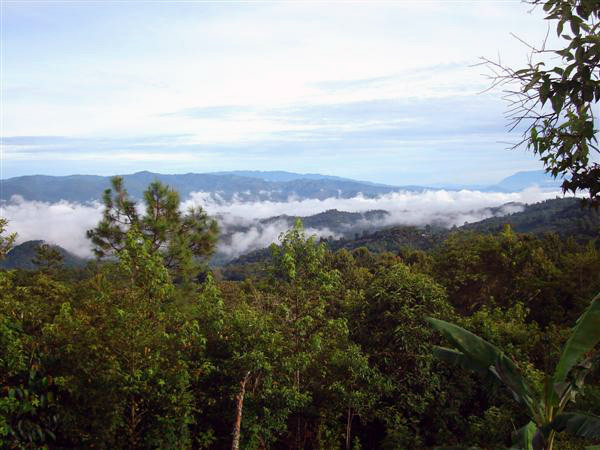

## Hidrografía

Principales ríos, lagos y lagunas de Honduras

El sistema hidrográfico de Honduras está formado por diecinueve sistemas fluviales que nacen en el territorio nacional y desembocan en ambos océanos, el Pacífico y el Atlántico. En la vertiente del mar Caribe desembocan trece de ellos, con longitudes entre 550 y 25 km. cuyas cuencas ocupan el 82,72 % del territorio nacional; en la vertiente del Pacífico, a través del golfo de Fonseca, desembocan seis sistemas, que cubren el 17,28 % del país.
La línea divisoria de aguas entre ambas vertientes fluviales está formada por la cordillera del Sur, integrada por las sierras del Merendón, Celaque, Puca u Opalaca, la montaña de Yerbabuena y la montaña de La Sierra, entre otras.
El territorio hondureño cuenta en su costa septentrional con lagunas de cierta consideración, que más bien son lagunas costeras; en el centro y sur del país existen lagunas muy pequeñas, la mayoría de las cuales se secan en la estación estival.

### Lagos

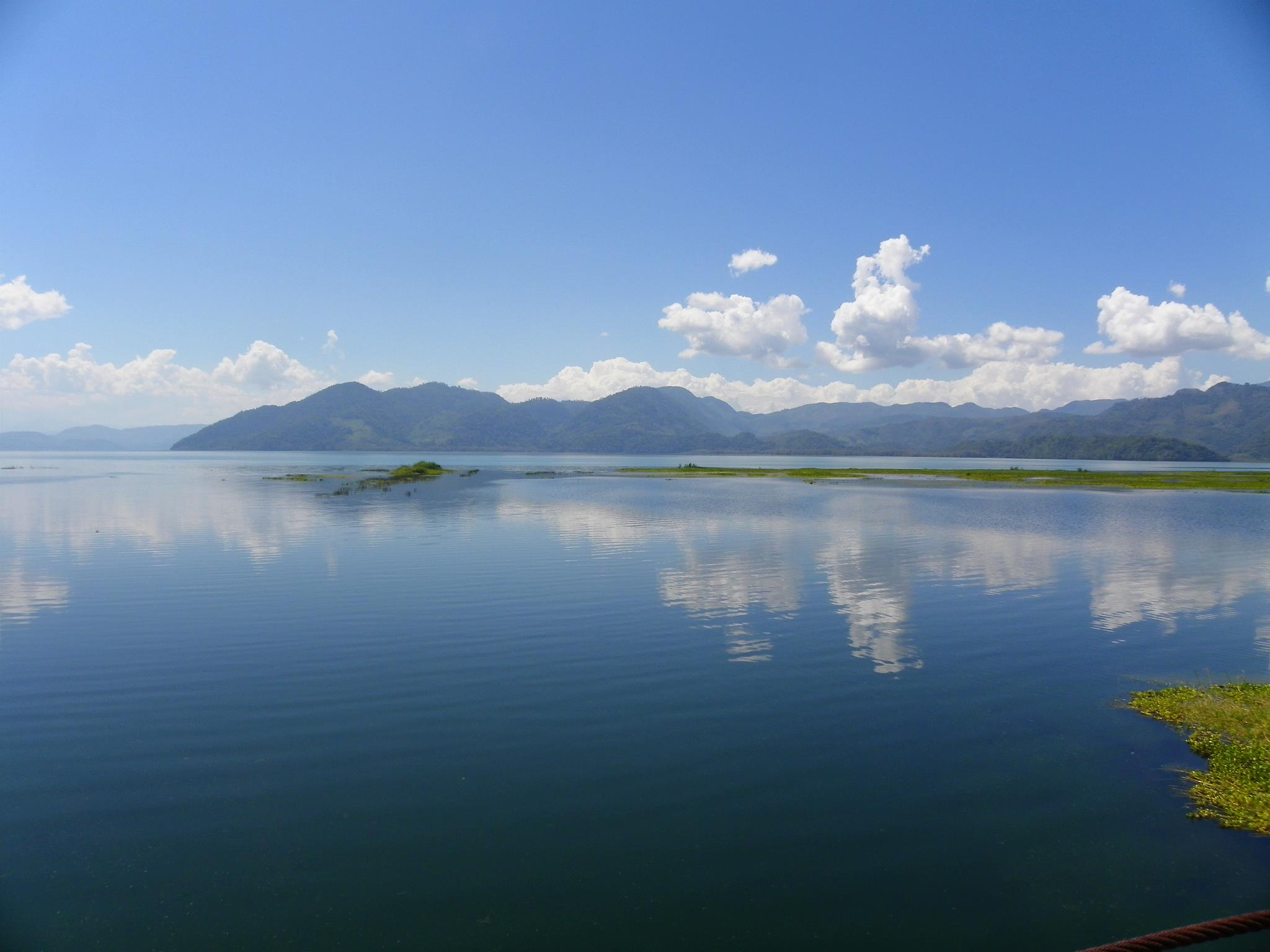
El lago de Yojoa, el único del país.

El territorio hondureño solamente cuenta con un lago natural, sin embargo, existen en la costa norte del país lagunas de considerable tamaño. En el centro y sur del territorio existen laguna pequeñas estacionales, es decir en su mayoría se secan en verano.
El lago de Yojoa es el único lago natural que posee Honduras y está ubicado entre los departamentos de Cortés, Comayagua y Santa Bárbara, a una altitud de 650 m s. n. m. Tiene un perímetro de 50 km, una superficie de aproximadamente 90 km² y está ubicado en una zona de alta precipitación pluvial, con un promedio anual de 3000 mm. El nombre del lago se originó de las voces maya “Yoco-Ha”, que significa «agua acumulada sobre la tierra». 
Se alimenta de las corrientes subterráneas que proceden de la montaña de Santa Bárbara y Azul Meambar; tiene tres desagües, uno visible al sur río Jaitique y dos subterráneos, el río Zacapa y el río Lindo al norte, que aparecen por la montaña de Peña Blanca. Todos sus desagües desembocan en el río Ulúa.
En el país existen varios lagos artificiales como producto de la construcción de represas hidroeléctricas, entre los que destaca el embalse del río Humuya creado luego de la terminación de la represa hidroeléctrica Francisco Morazán en el sitio conocido como El Cajón, nombre por el que también se le llama popularmente. A una distancia de 17 km, se encuentran las cataratas de Pulhapanzak, una caída de agua de 43 metros de altura, en el río Lindo.

### Lagunas
La laguna de Caratasca es de considerable extensión, variando en ancho. Está formada por un sistema de lagunas divididas por canales naturales. Al sur y al este de la laguna se encuentran las lagunas de Warunta, Tansin y Tilbalaca, todas de agua dulce debido a que son alimentadas por los ríos Warunta, Mocorón o Ibantara, y las lagunas de Cauquira y Cohunta. Hacia el oeste está la laguna de Tara, que desemboca al mar por Tabacunta. 
La gran laguna de Caratasca está ubicada al centro del complejo de lagunas, es de aguas salobres y está separada del mar por una faja angosta. Mide sesenta y seis kilómetros kilómetros de largo por catorce de ancho. El complejo de lagunas de Caratasca tiene dos entradas al mar: una al oeste por Tabacunta y la otra por la barra de Caratasca, de un kilómetro de ancho y de cuatro metros de profundidad.
La laguna de Brus se encuentra al oeste de la de Caratasca, de la que la separa el río Patuca. Tiene veintiocho kilómetros de largo y siete de ancho y la separa del mar la barra del mismo nombre. Al sur de la barra, se encuentran dos pequeñas islas. En la laguna desembocan los ríos Sigre y, al oriente, un brazo del río Patuca conocido como Tum Tum Crick.
La laguna de Ébano se comunica con la pequeña laguna de Criba al oeste. Estas lagunas se comunican al mar por un canal de entrada que mide quinientos metros y tiene una profundidad de un metro y cuarenta centímetros en época seca. Al frente de la barra de la Laguna se encuentra el cayo o islote Macedonia. La longitud de la laguna de Ébano es de doce kilómetros. Las aguas del río Tinto llegan a la laguna de Criba y también son alimentadas por corrientes que bajan de la montaña de Baltimore. En la laguna de Ébano se encuentran seis pequeñas islas.

### Lagunas de menor extensión

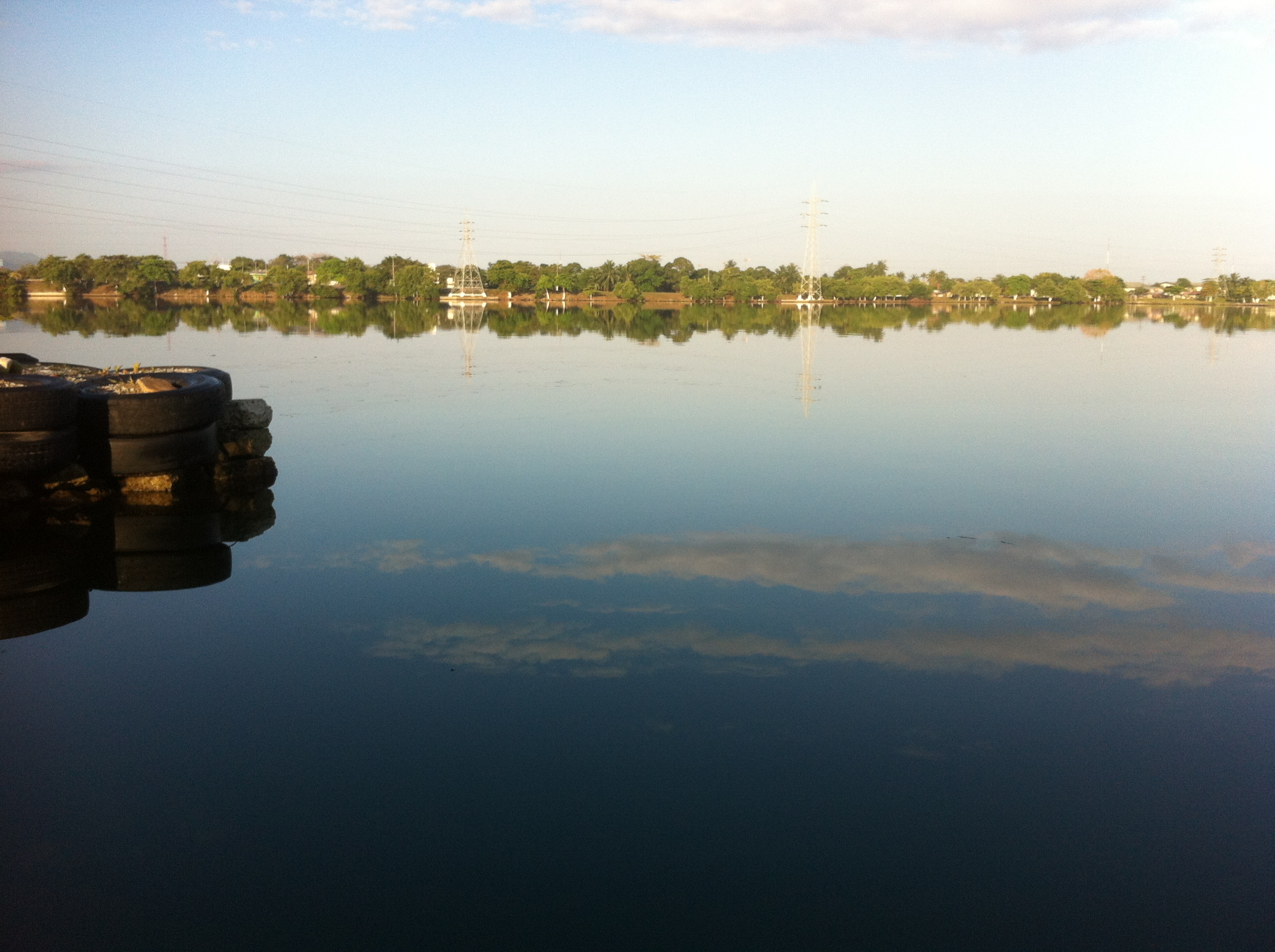
Laguna de Alvarado en Puerto Cortés

Laguna de Guaymoreto está ubicada al Noreste de la ciudad de Trujillo y se comunica con la bahía por medio de un canal natural por donde pueden entrar pequeñas embarcaciones. Su mayor longitud es de 9 km.  Su nombre se deriva de la palabra Guaymuras, nombre con el cual los indígenas conocían a Honduras durante los tiempos precolombinos; fue declarado Refugio Nacional de Vida Silvestre según Acuerdo Ejecutivo N.º 1118-92 ya que alcanzó el puesto número 30 de la lista de las maravillas de Honduras.
La Laguna de Alvarado "se encuentra al noroeste de Honduras en el departamento de Cortés, perteneciente al municipio de Puerto Cortés. Está ubicada en las coordenadas 15°50’35’’ latitud norte; y 87°54’48’’ longitud oeste. Cuenta con un canal de acceso permanente con el mar Caribe, que tiene una longitud de 894 metros."  "La Laguna de Alvarado cuenta con un espejo de agua de 8,4 km²; y con una profundidad promedio de 4,5 metros y una máxima de 6 metros."
Laguna Quemada o Laguna de Los Micos tiene un espejo de agua de 41,71 km² con un área de cuenca de 389,37 km² y 45,54 km² de tierras fluctuantes. La profundidad promedio es de 3,8 m y cuenta con una profundidad máxima de 16 m, la temperatura promedio es de 28°C. Está ubicada al oeste de la ciudad de Tela en el departamento de Atlántida en la desembocadura del Río San Alejo. Su nombre autóctono es Lagunu babunu que en lengua garífuna significa laguna de los monos. 
Otras lagunas menores son: Laguna Tinta situada entre Punta Sal y el Río Tinto, la Laguna de Ticamaya situada al noreste de la ciudad de San Pedro Sula, Laguna de Jucutuma, la cual se encuentra cerca de la ciudad de La Lima, Cortés y la Laguna de Toloa situada en el extremo occidental del Departamento de Atlántida entre la Laguna de Los Micos y el Río Ulúa. Tiene 5 km de largo por 3 km de ancho y se comunica por medio de un canal con el Río Ulúa.

### Ríos de la vertiente del Caribe
La mayoría de los ríos hondureños desembocan en el mar Caribe, son los más extensos y caudalosos del país. Estos ríos, "presentan tramos de juventud, madurez y vejez en su ciclo de erosión."  Los ríos más importantes de la vertiente del Caribe son: El Chamelecón, Ulúa, Aguán, Lean, Tinto o Negro, Patuca, y Segovia.
El Coco, Wanks o Segovia es el último de los ríos de la costa norte de Honduras y el segundo río más largo de Centroamérica (550 km) por detrás del Usumacinta de Guatemala y México. Este río forma parte de la línea divisoria entre Honduras y Nicaragua; nace en la montaña de La Botija en Choluteca; entre sus afluentes están el Poteca, el Rus Rus y el Bocay. Al desembocar el Segovia en el Océano lo hace por dos brazos principales: el mayor va al propio cabo Gracias a Dios, donde termina el territorio hondureño.
"El Chamalecón es un río de bastante largo (200 km); pero recorre comparativamente una sección estrecha del país y debe a esto el no ser caudaloso. Su corriente es rápida y está llena de bajos.’ Nace en la falda oriental de la montaña del Gallinero, en la cordillera del Merendón, a pocas leguas al Noroeste de Santa Rosa de Copán; riega los departamentos de Copán, Santa Bárbara y Cortés y corre al pie de la montaña de Omoa, al Sur, separado por una línea de colinas del río Santiago, que sigue paralelo a él, terminando aquellas en el valle de Sula y desembocando el Chamalecón al Oriente de la laguna de Alvarado."

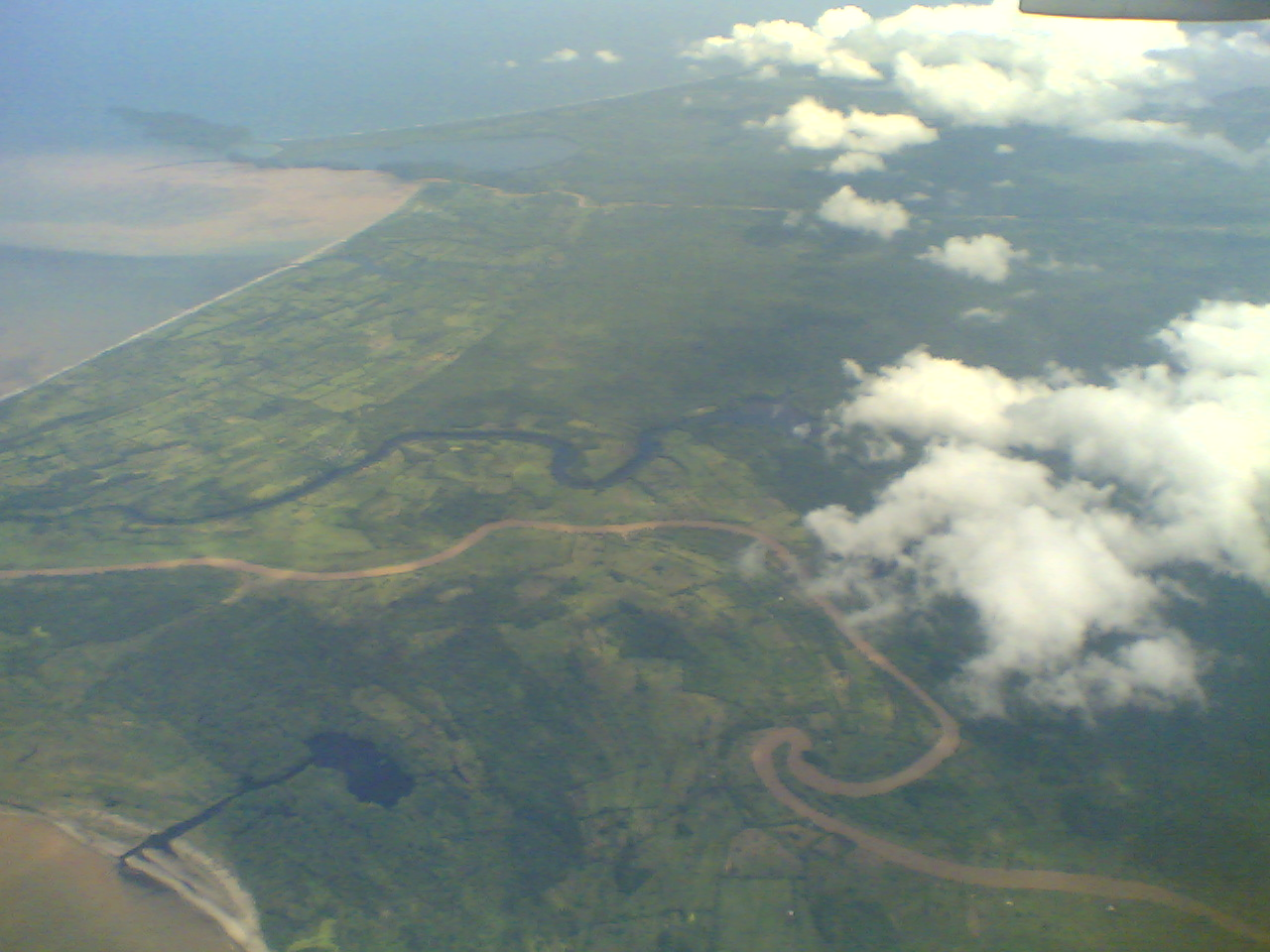
Barra de los ríos Ulúa y Chamelecón.

"El Ulúa, es el río más ancho de Honduras y por consiguiente el que mayor caudal de aguas vierte en el Océano, al oriente del Chamalecón, excepto tal vez el Segovia, después de haber recorrido una gran extensión de territorio, que comprende casi la tercera parte de él. Lo forman la reunión de los ríos Blanco, Humuya," Otoro, Sulaco. 

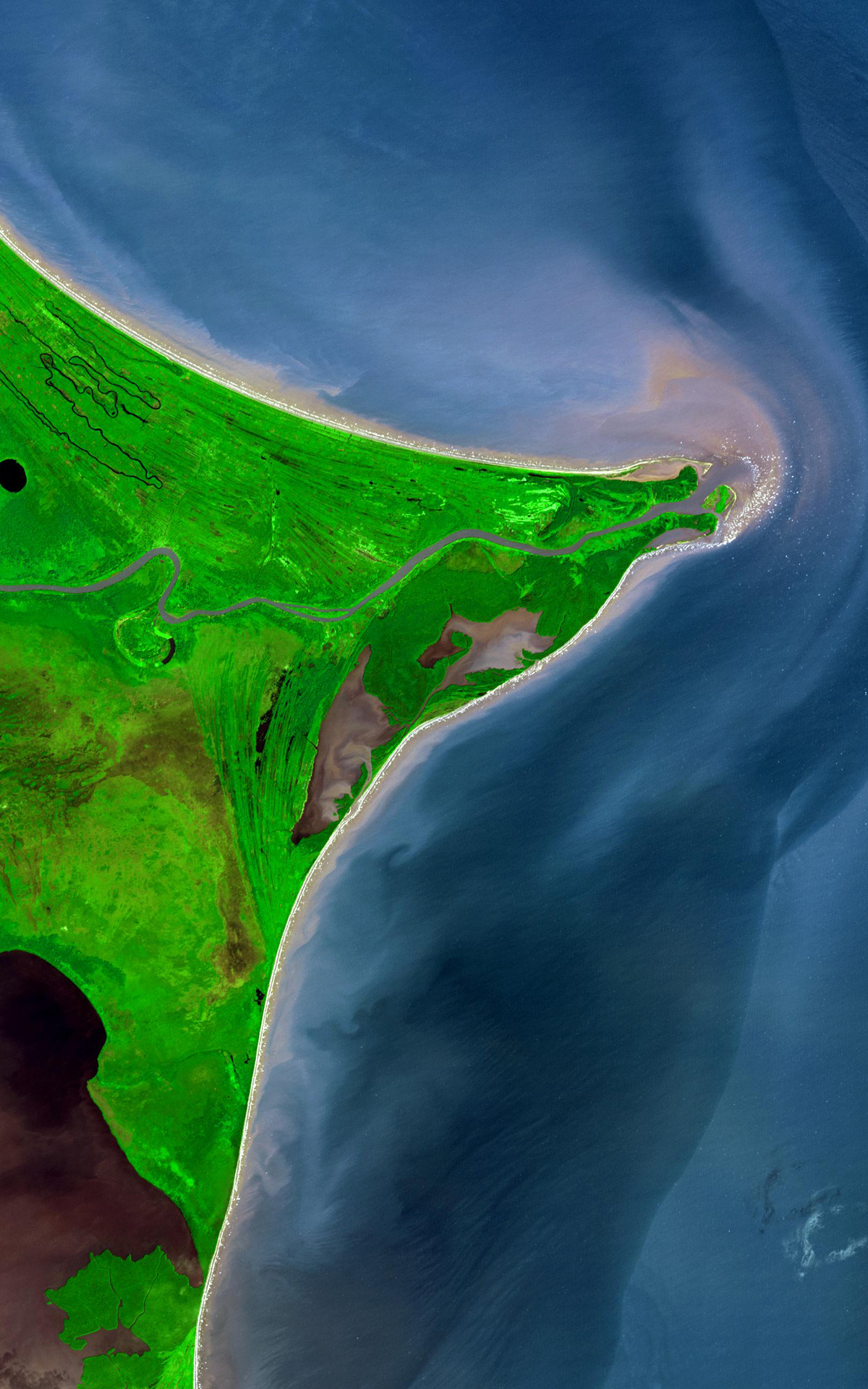
Desembocadura del río Coco

"El Tinto o Negro, nace en la montaña de Fray Pedro en la sierra de Agalta en su curso es conocido como Sico. Cerca ya de la costa, se divide en tres brazos: Uno desemboca en la laguna de Criba...y los otros dos brazos van directamente al mar. Su extensión total es como de 215 km. La barra de este río es mala y variable, y su calado varía, según las estaciones."
El río Lean nace al noroeste de la ciudad de Yoro, en las montañas de Nombre de Dios; tiene una longitud de 60 km. Cubre una superficie agrícola de 883 km², y cubre una cuenca de 1885 km². En su desembocadura forma la barra Colorado en el departamento de Atlántida.
El Aguán o Romano, río caudaloso y muy extendido que nace en las montañas de Sulaco, cerca de Yorito, en el departamento de Yoro, y después de recorrer una extensión total como de 222 km, desemboca en el mar al este de Trujillo y de Punta Castilla. "En su desembocadura se divide en una multitud de brazos, formando un amplio delta; su valle es uno de los más extensos y fértiles del país." 

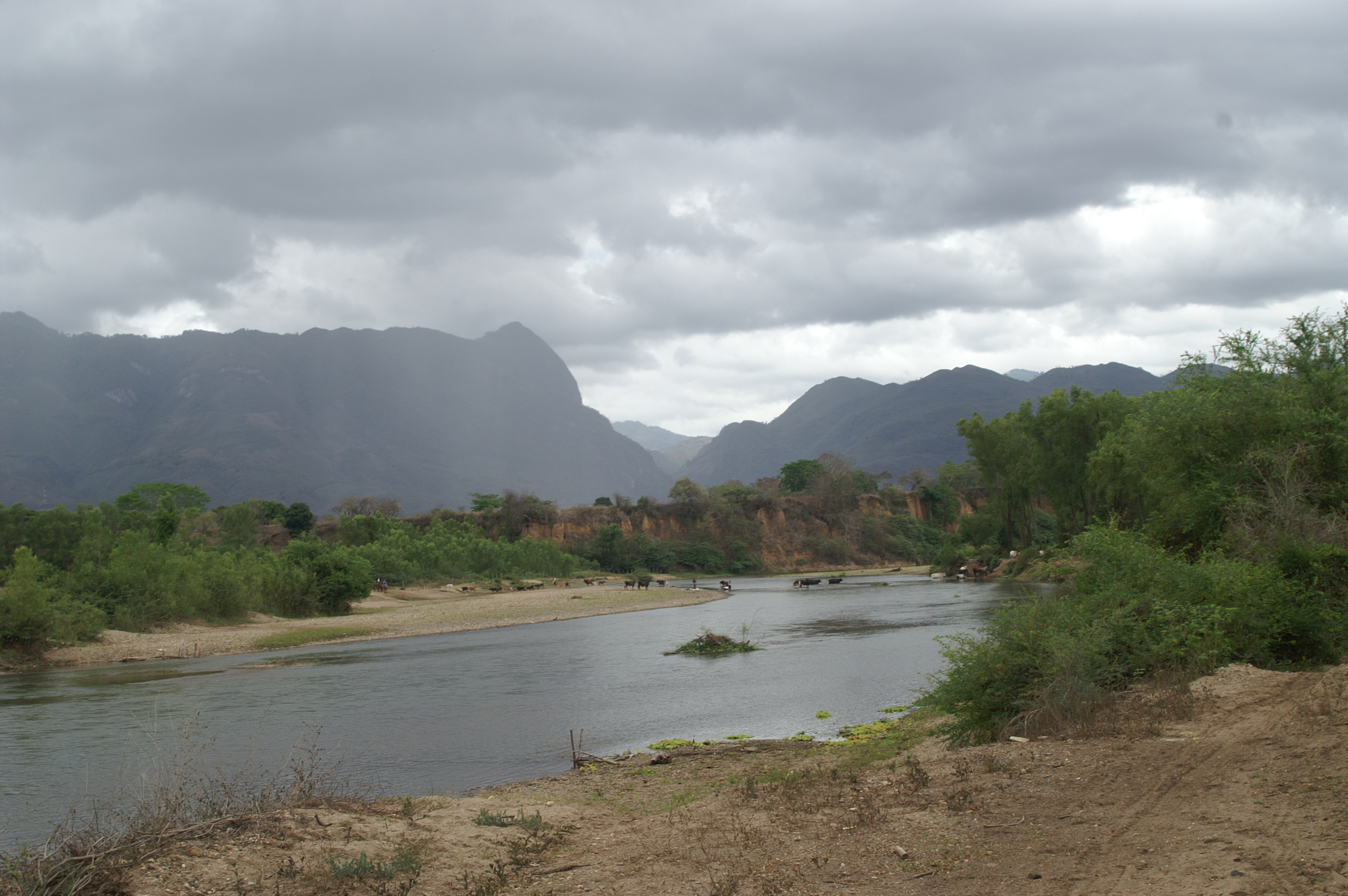
Río Guayape afluente del Patuca.

El Motagua nace en territorio de Guatemala; tiene una longitud de 486 km.  Por lo que es considerado el río más largo de Guatemala. Cubre una cuenca de 2539 km². Al final de su trayecto sirve de límite entre las repúblicas de Guatemala y Honduras. Después de haber corrido por la base norte de la montaña de Omoa desemboca en el golfo de Honduras.
El Patuca, que fluye en el extremo nororiental de Honduras, tiene su origen en la unión de los ríos Guayambre, Jalán, Guayape y Telica, engrosándolo otros muchos afluentes, algunos de importancia. Después de recorrer los departamentos de Olancho y Gracias a Dios desemboca en por dos brazos uno va a dar a la laguna de Brus y el otro al mar Caribe. Este río tiene una longitud máxima de 500 km y cubre una cuenca de 24.695 km².

### Vertiente del Pacífico

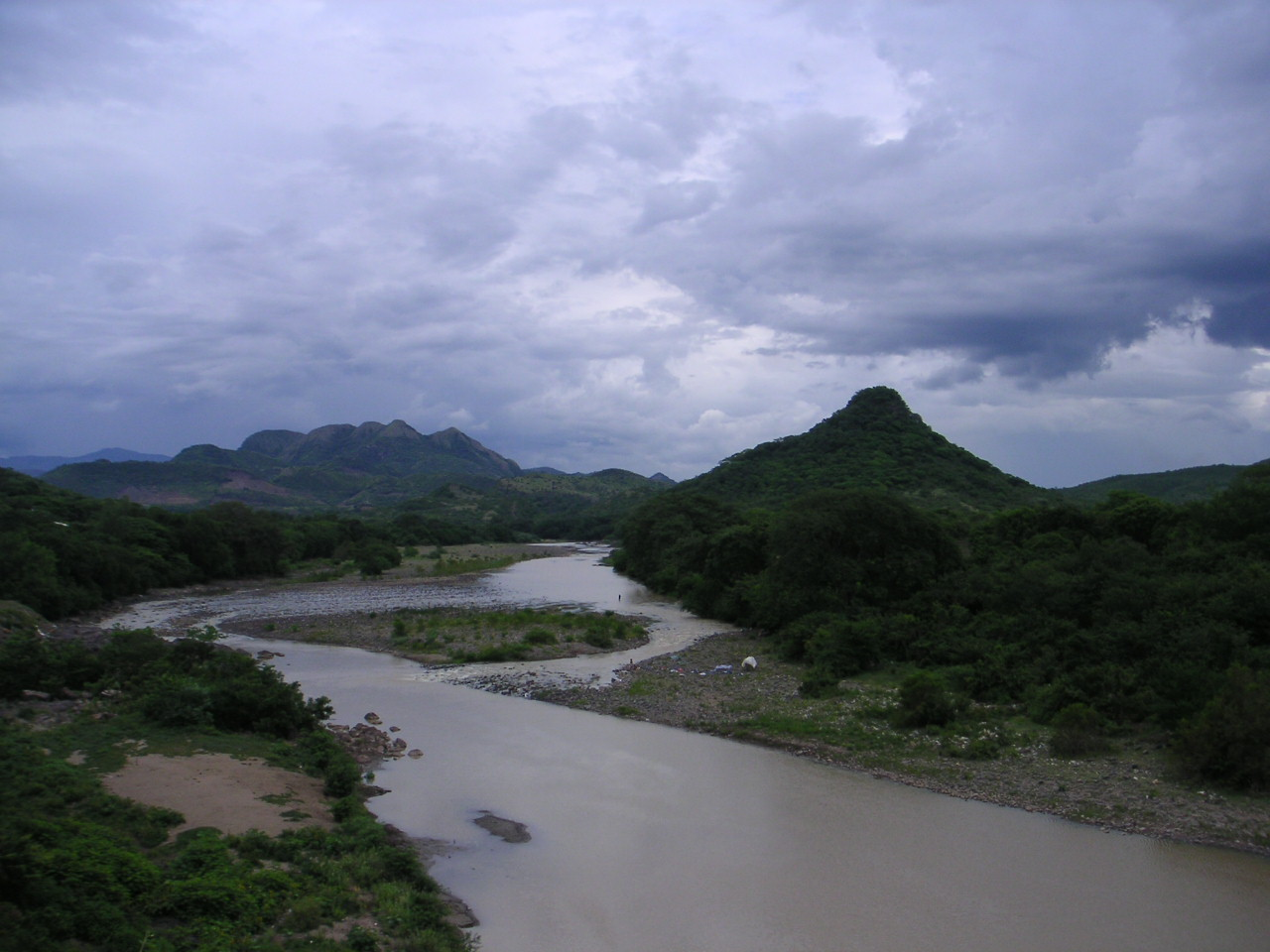
Río Goascorán

El río Goascorán nace en el valle de Comayagua y puede decirse que tiene su origen en los mismos lugares que el Humuya. Mientras el Humuya corre hacia el norte, el Goascorán se encamina directamente al Sur. "Por lo cual estos dos ríos que caminan en dirección contraria, cortan completamente, la cordillera de mar a mar, abriendo un valle transversal."  El Goascorán termina en el golfo de Fonseca, recorriendo un valle cuya parte baja y cercana a la costa es sumamente fértil. Las poblaciones de San Antonio del Norte, Caridad, Saco. Aramecina y Goascorán quedan sobre sus riberas, no es navegable, tiene de largo 115 km.
El río Choluteca o Grande nace en las montañas de Lepaterique y sigue en dirección este y nordeste hasta pasar por Tegucigalpa donde se le reúnen el Guacerique y el Chimbo o Chiquito; desde aquí sigue rumbo al Norte, describiendo un semicírculo a Este y Sur, recorre las departamentos del Paraíso y Choluteca y desemboca en el golfo de Fonseca, pasando antes por la cabecera del último de los departamentos nombrados y por el pueblo de Marcovia. Tiene una longitud de 250 km y cubre una cuenca de 7570 km².
El río Negro, que nace en el cerro de Caguasca, en la frontera de Nicaragua. Forma la línea de límites entre esta República y la de Honduras, desde su unión con el río Guasaule hasta su desembocadura en el golfo de Fonseca. Tiene una longitud de 85 km, cubre una cuenca de 1690 km² y una superficie agrícola de 231 km². 

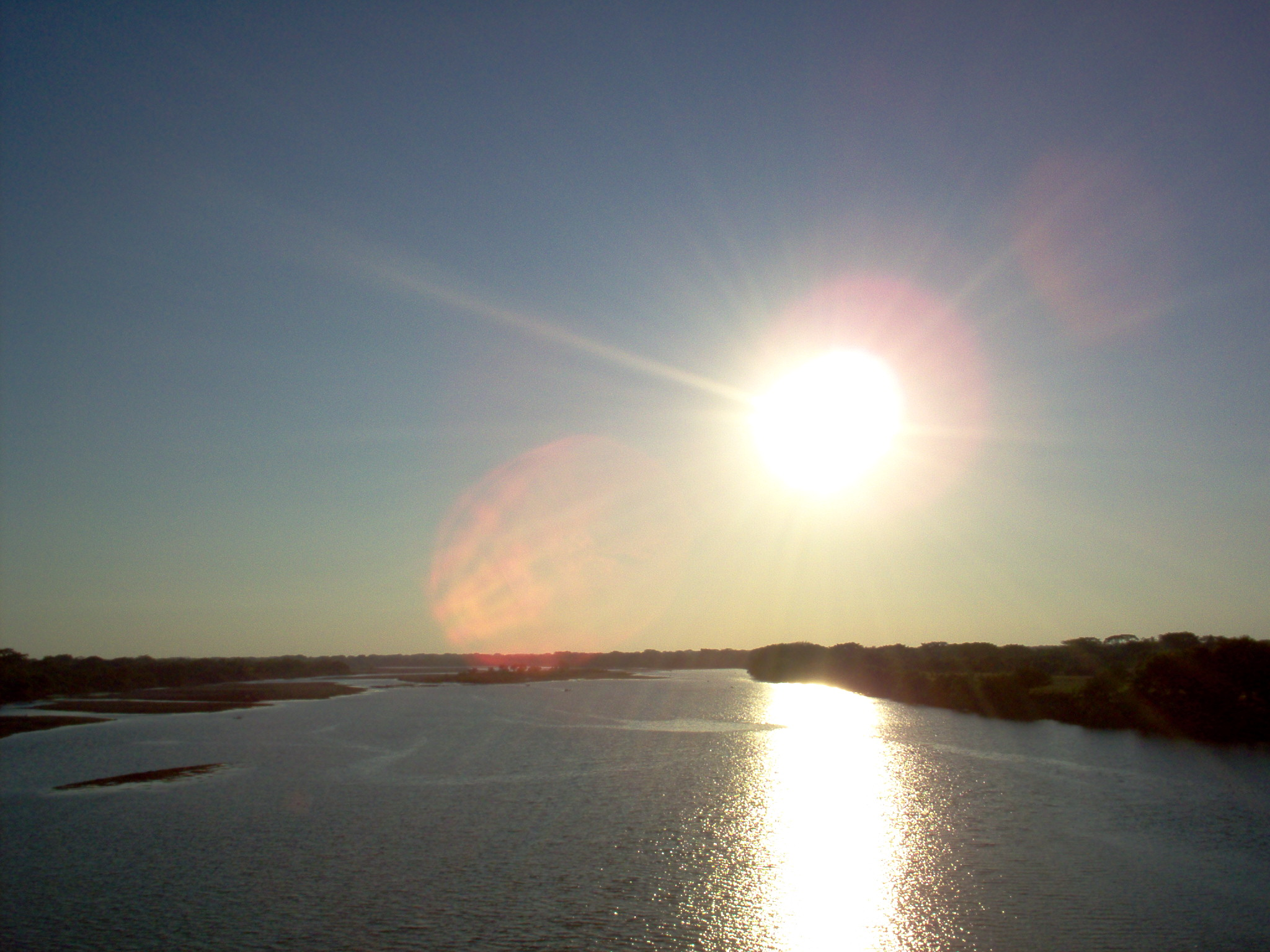
Río Lempa

El Nacaome; nace también en la montaña de Lepaterique, desemboca en la bahía de Chismuyo en el golfo de Fonseca. Sus principales afluentes son: Loma, Moramulca y Guacirope. Tiene una longitud de 90 km y su cuenca tiene 2642 km² de superficie. También son parte de la vertiente del Pacífico hondureño otros ríos de menor importancia como: El Sumpul, Torola, Guarajambala y el Agua Caliente.
El río Lempa tiene sus fuentes en territorio hondureño. Entre sus principales afluentes se encuentran el Torola, Guarajambala, Mocal y Sumpul. "La cuenca trinacional del Río Lempa posee un área total de 17.790 km² de los cuales, 10.082 km² corresponden a El Salvador, 5251 km² a Honduras y 2457 km² a Guatemala. La longitud del cauce principal es de 422 km de los cuales 360,2 km corren dentro de territorio salvadoreño."

## Islas

### Islas del Atlántico

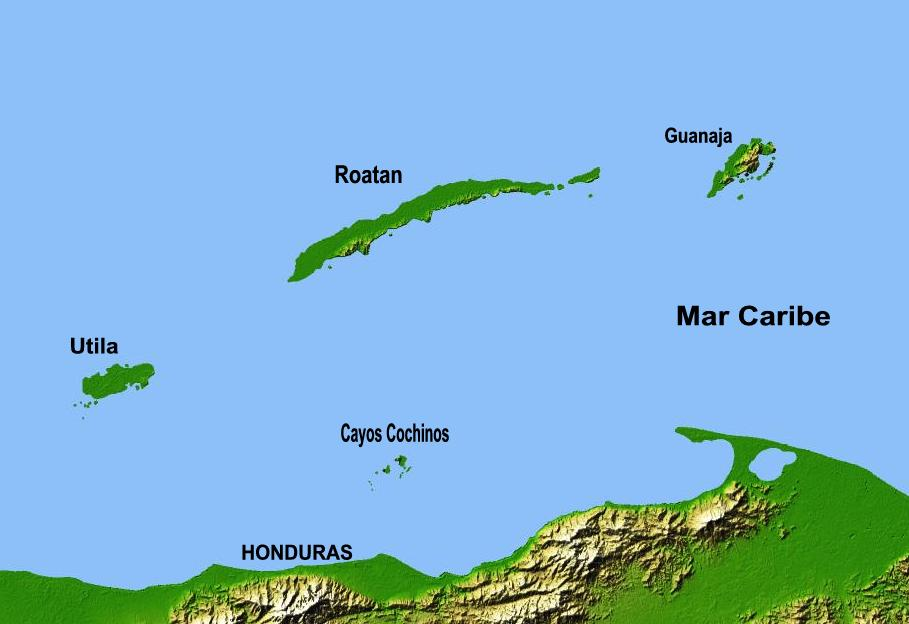
Mapa de las Islas de la Bahía

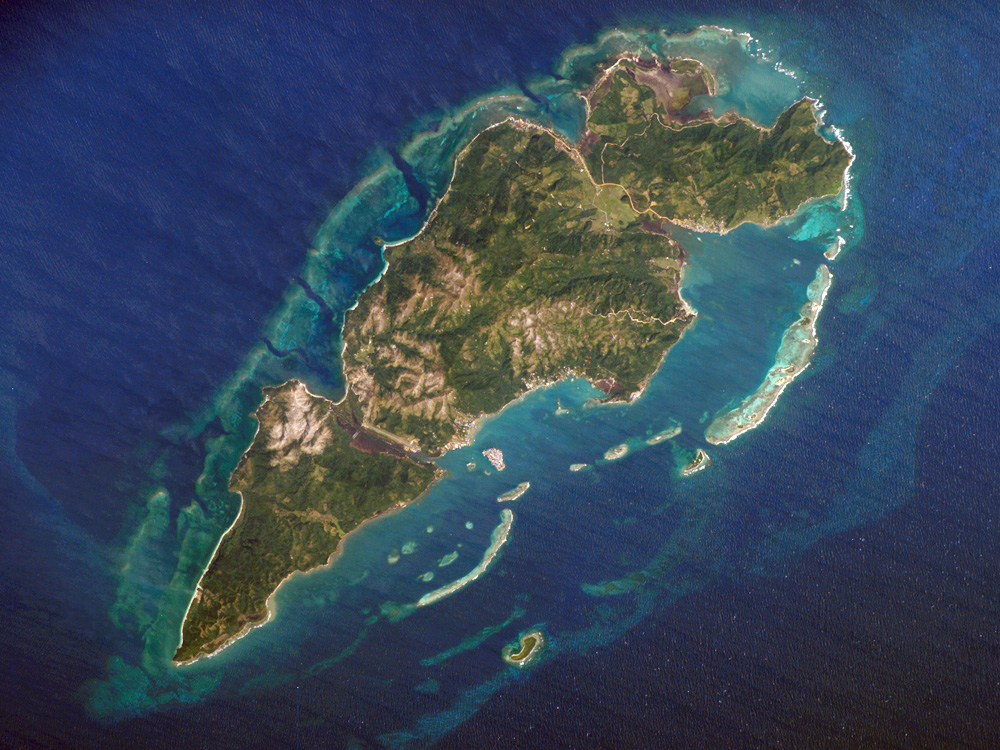
Isla de Guanaja

Honduras posee islas importantes en los océanos que bañan sus costas. En el Atlántico se halla, entre los 85°48′ y los 87°3′ de longitud oeste y los 16°7′ y los 16°34′ de latitud norte, el grupo de islas que constituyen el departamento hondureño de Islas de la Bahía. Este departamento está formado por las islas de Roatán, Guanaja, Utila, Barbereta, Elena, Morat y numerosos islotes y cayos dependientes de ellas.
En el pasado, estas islas, aun cuando geográficamente siempre han formado parte del territorio hondureño, dependían del Gobierno británico. El 11 de julio de 1852 el superintendente de Belice declaró estas islas colonia británica, en nombre del Reino Unido, con el nombre de Colonia de las Islas de la Bahía. Sin embargo, las islas fueron devueltas a Honduras el 21 de abril de 1861, luego que  Gran Bretaña y Honduras firmaron el Tratado Lennox Wike-Cruz. En este documento se estipuló que la soberana británica convenía en reconocer las islas de la Bahía, Roatán, Guanaja, Helena, Utila, Barbereta y Morat, conocidas por las islas de la Bahía, y situadas en la bahía de Honduras, como parte de la República de Honduras.
Estas islas forman parte fundamental del turismo hondureño. Reciben cerca de un tercio de los turistas que visitan Honduras. Además de los más de cincuenta mil visitantes anuales atraídos por el buceo y la pesca deportiva, los cruceros contribuyen hoy con unos sesenta mil excursionistas que desembarcan en las islas.
Roatán, es la isla más grande del archipiélago de las islas de la Bahía; es la más visitada y desarrollada del archipiélago. Esta isla se encuentra aproximadamente a cuarenta millas de la costa hondureña, con una extensión territorial de 155,9 km² y una población calculada en más de veinte mil habitantes, asentados sobre una impresionante barrera coralina que es considerada como la segunda mayor del mundo, por lo cual ofrece excelentes condiciones para el buceo y para la pesca. La isla tiene una cordillera que recorre a lo largo toda su extensión.
La isla de Guanaja es la primera tierra centroamericana alcanzada por Cristóbal Colón en su cuarto y último viaje. Tomó posesión de ella en nombre de la Corona de España, dándole el nombre de isla de Pinos, por estar cubierta de estos árboles, y en seguida descubrió las otras islas. Guanaja es la isla más oriental de grupo insular y tiene cerca de nueve millas de largo por cinco de ancho. Es bastante elevada y tan fértil y de buenas condiciones como la de Roatán, de la cual dista unas de quince millas.

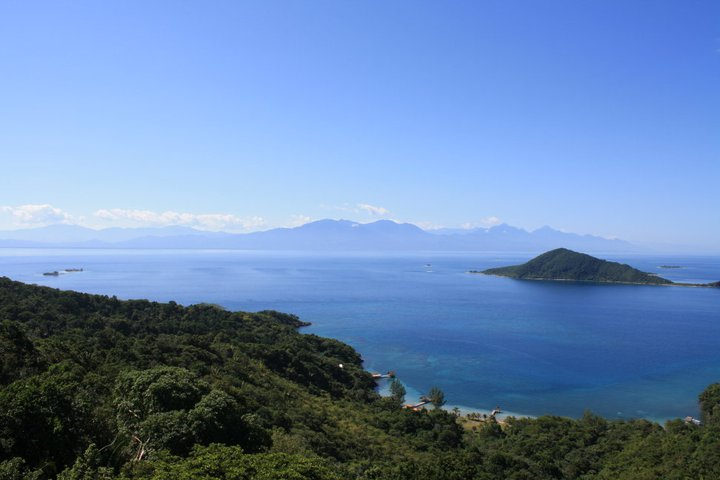
Cayos Cochinos

La isla de Utila, es la más occidental del grupo. Está localizada a solo treinta kilómetros de la costa norte de Honduras. Tiene 49,3 km² de superficie, 11 km de largo y 4 km en su punto más ancho. El extremo oriental de la isla está cubierta por una fina capa de rocas volcánicas basálticas; surgió de varios conos piroclásticos, entre ellos Pumpkin Hill a 74 m (243 pies), que constituye el punto más alto de la isla. En la actualidad esta isla goza de un creciente turismo debido fundamentalmente al buceo recreativo.
Las Isla Santa Elena, isla Morat y isla Barbareta, de las cuales esta es la mayor y Elena la menor, son muy pequeñas; islitas al sur y al este de la de Roatán, de la que las separan angostos y profundos canales, siendo también su origen madrepórico. En realidad, están unidas a la isla de Roatán por arrecifes de coral. 
En el Atlántico, también pertenecen a Honduras las islas del Cisne, los cayos Cochinos y cayos Zapotillos. Las primeras son dos islas pequeñas, por lo general conocidas con el nombre inglés de Swan Islands. Se encuentran localizadas en la parte noroeste del mar Caribe, a unos 250 km de tierra firme de Honduras, a 17°4′de latitud norte y 83°93´ de longitud oeste, a una altitud de tres metros sobre el nivel del mar. 
El archipiélago está formado por tres islas: Cisne Grande con 5.5 km²; Cisne Pequeño, con 2.5 km²; y El Cayo Pájaro Bobo (Booby Cay), con menos de 0,01 km². Por otro lado, los cayos Cochinos son un grupo de islas que está formado por dos pequeñas islas (15°58′18.99″N 86°28′31.34″O), Cayo Menor y Cayo Grande, y trece cayos más pequeños de origen coralino situados treinta kilómetros al noreste de La Ceiba, en la costa norte de Honduras.
Los cayos Zapotillos actualmente en disputa con Belice. Son un conjunto de 8 cayos, que Honduras reclama soberanía nacional por herencia colonial y posición geográfica.
Los Cayos Misquitos son un archipiélago de cayos en el atlántico, frente a la costa de Gracias a Dios, formando alrededor de 67 cayos coralinos.

### Islas del Pacífico

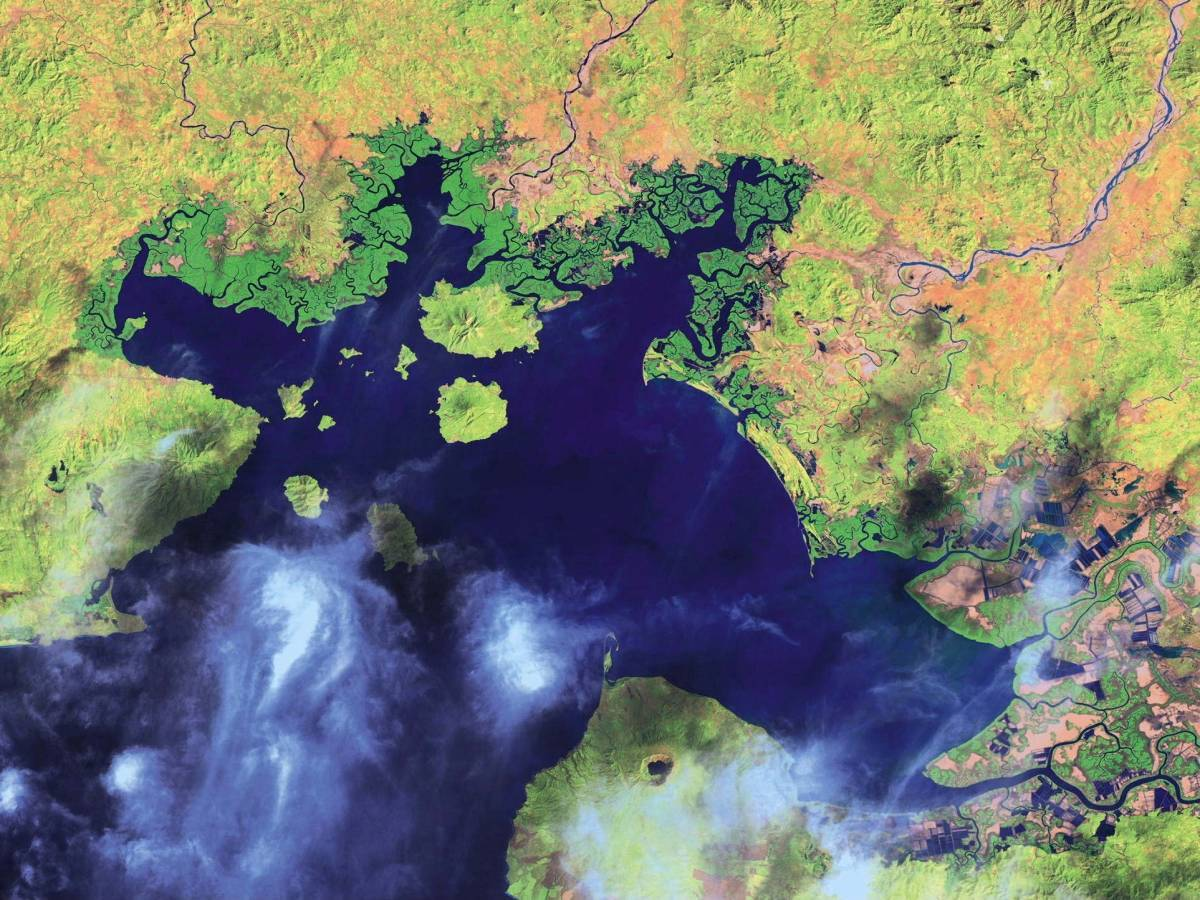
Las islas de Honduras en el Pacífico, se encuentran en el golfo de Fonseca

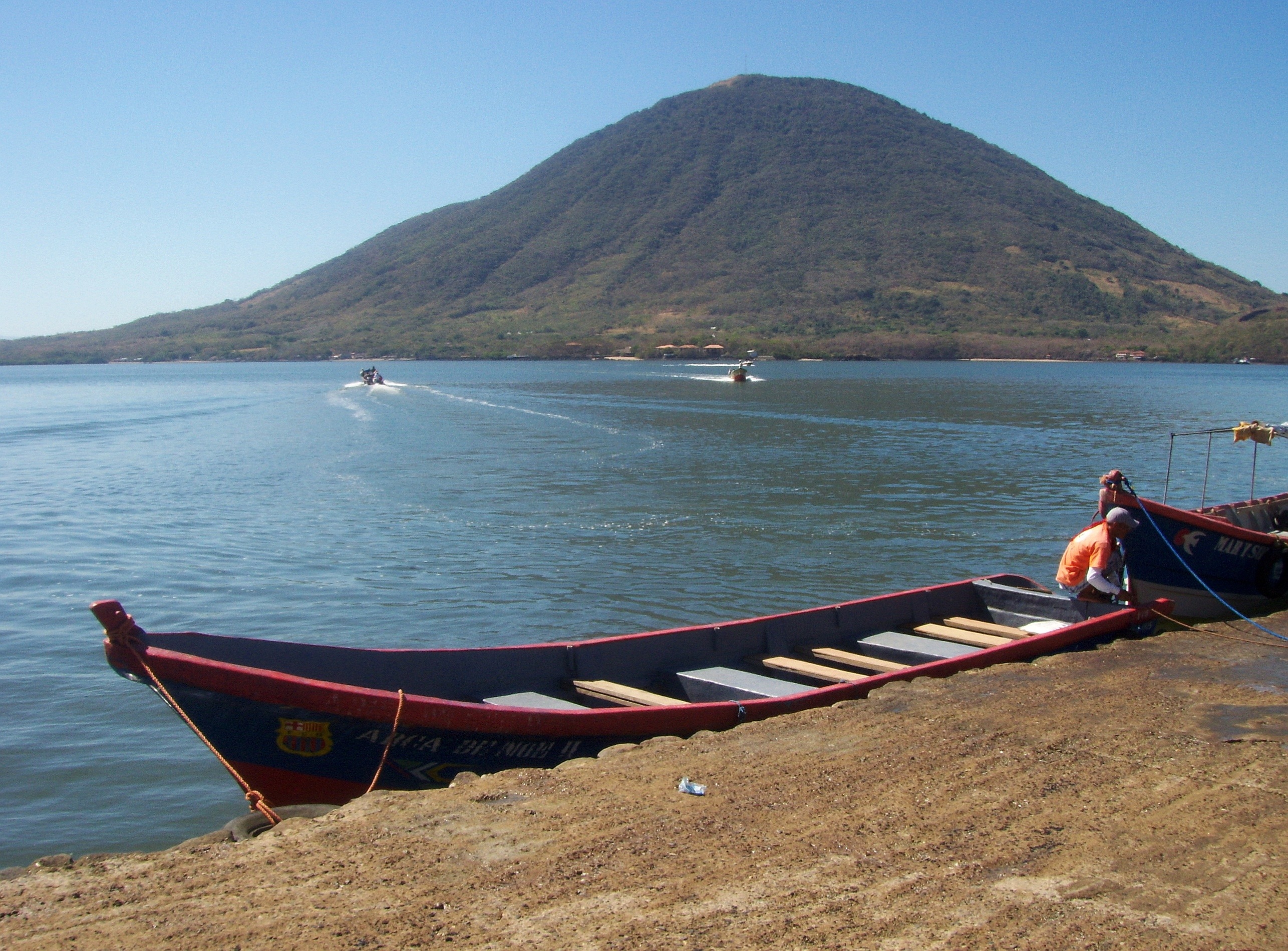
Isla del Tigre

"Las islas del Pacífico están situadas en el 
archipiélago del golfo de Fonseca, la mayoría de estas islas son de origen volcánico y su formación data del terciario, esto es desde el momento en que se produjo la depresión del citado golfo."
- Islas del Golfo

La isla del Tigre cuenta con una superficie de 23.7 km². Está ubicada en el mero centro del golfo de Fonseca y al sur de la isla de Zacate Grande. Esta isla forma un cono perfecto, que acusa su origen volcánico, siendo, aunque apagado, uno de tantos de la serie de ellos que existen en la bahía de Fonseca; se eleva a 783 metros sobre el nivel del mar, y tiene a uno y otro lado, por su parte Norte, dos montículos que le dan a la isla un aspecto de simetría verdaderamente notable. No obstante la altura indicada, el declive del cerro es en algunos puntos suave y permite que se hagan en él cultivos. En esta isla se encuentra "el tranquilo pueblo pesquero de Amapala", al sur y al oeste la lava forma barreras de rocas a las olas, hasta de más de 5 metros de altura. Al Norte y al Este hay playas planas aunque de no muy considerable extensión. 
La isla Zacate Grande, está situada al Nordeste de la del Tigre y tan cerca de ésta por su extremidad Sur que sólo la separa de ella un angosto canal, es la mayor de las islas (54.3 km²). Tiene 9.5 km de ancho por 8 y medio de ancho. Corre por toda su longitud una serie de picos que llegan por el Sur hasta 656 metros de altura aproximadamente. Por el Norte estas elevaciones descienden hasta ponerse al nivel de las tierras bajas que son en extremo fértiles.

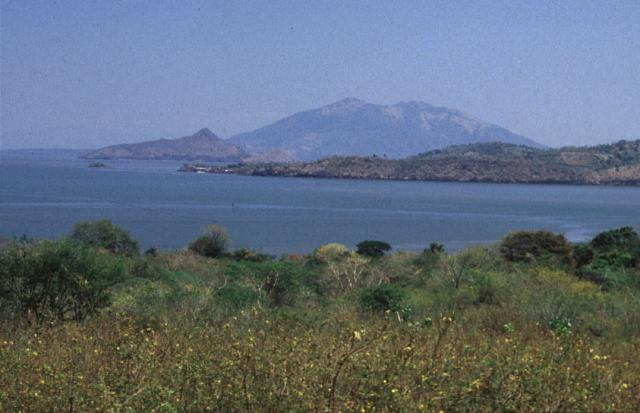
Isla de Zacate Grande

La isla recibe su nombre de una hierba que cubre sus montañas y a la que los hondureños llaman zacate y que es excelente pasto para el ganado. En la estación lluviosa existen y aún después varios arroyos en la parte Norte de la isla. Durante la estación seca el agua corriente escasea; pero puede obtenerse con facilidad y de buena calidad, escarbando en las capas de lava, bajo las cuales corren abundantes caudales. Zacate Grande esta unida a tierra firme por una carretera.
La Isla Güegüensi con unos 7,5 km² se halla al Oriente de la isla de Zacate Grande de la que también está separada únicamente por un canal angosto. Tiene una sola eminencia de perfecta regularidad y lo demás de su superficie es plano, fértil y propio para ser cultivado con poco esfuerzo. Esta cubierta en su mayoría por una vegetación de tipo manglar. De noroeste a sudeste mide 6 km, y de norte a sur 2,5 km. 
La isla Exposición está frente a la población de Amapala y en el centro de su bahía. Tiene una ancha playa hacia el Norte y lo demás de la isla lo constituye un alto cerro que viene casi a morir en el mar. La carencia de agua en ella es casi completa, fuera de la estación lluviosa y aún en ésta es poco abundante. Esta isla tiene 3 km de longitud y 1,5 de ancho, en total cuenta con 2,5 km² de extensión y una elevación que alcanza 170 metros sobre el nivel del mar. Por otro lado, la isla de Garrobo se encuentra al noroeste de la isla de Exposición. Cuenta con un área de 0,8 km²; mide 1 km de norte a sur y 1.8 de este a oeste. Su mayor elevación es de 173 metros sobre el nivel del mar. 
"Las demás islas hondureñas del golfo de Fonseca son más bien islotes pequeños, algunos bellísimos, como la isla de los Pájaros llamada así por el gran número de ellos que allí anidan y existen de continuo; pero no tienen importancia bajo aspecto alguno que se les considere, siendo en ellas la falta de agua, por lo general, lo que más se opone a su población." . Otros islotes incluyen: Almejas, Vaca, Tigritos, Caracolitos, Santa Elena, Conejo, Coyote, Violín, Ingleserra, Sirena, Garrobitos entre otras.
"
Lista extensiva:
- Este = : Isla fluviales de Río Patuca: Boca Wampú, Cayo de Pimienta, Cayo Krausirpi, Cayo Krautara, Cayo de Tukurun, Cayo Walpatanta, Cayo Auyayary, Cayo Planyiary, Cayo Kuah Dakban, Cayo Kipalsa, Cayo Brabila y Cayo Bil Almuk. Isla fluviales de Río Coco Segovia: (Isla Dákura Tara, Isla Lila Bila Dakura, Isla Las Dákura, Isla El Porvenir (o Urang Auya), Isla Awawás y bancos de arena.
- Sureste = Isla de Piedra (o Isla Piedra Guijo), Isla Barrancones, Islas Varillas de Barrancones, Isla de los Pájaros, Isla La Boca (o Isla de la Boca del Río Viejo), Isla de Tomasón, Isla Los Matones, Isla Guapinoles (o Guapinolito), Isla El Mango, Isla de El Edén, Isla El Venado, Isla sin denominación (cabo de istmo sumergido, 13°18′38.4″ N 87°35′33.0″ O), Isla de Las Almejas, Isla de La Vaca (El Padre, del Padre, Cementerio, de los muertos, Isla Jacobo Corea),[35] Isla del Amor (o Isla de Pájaros).
- Sur = Isla del Toro, Isla Güegüensi, Isla Zacate Grande, El Tigre, Islotes de Amapala: Isla El Barenal (por el estero El Jicarito), Isla Tigritos, Isla San Carlos (o Comandante), Isla La Montosa, Isla El Pacar. Farrallones: Farallones de Amapala (Piedra Cagada, Piedra del Pichingo, Las Pelonas)
- Suroeste = Islotes: Islotes de Ramaditas, Isla Conejo (golfo de Fonseca), Isla Garrobito, Isla Garrobo, Isla Exposición, Isla Inglesera, Isla Sirena, Isla Violín (Honduras), Isla Coyote, Isla Matate, Isla Santa Elena (Golfo de Fonseca), Isla Chocolate, Isla Chocolatillo, Isla Grande (Honduras) y Isla Frijol.
- Noreste = Laguna de Ibans (Ebano):(Cayo Halover y Cayo Sicotingni/Cayó Capitán); Laguna de Caratasca: (Isla de Warunta, Isla de Tánsin, Isla Dakura, Isla Kratatingni); Laguna Sirpe: (Cayo Sirpe); Laguna de Brus: (Isla kisalkira); Cayos Misquitos; Río Cruta: (Isla del Venado); Barra de Caraslaya: Isla Paismuna, ; Cabo Gracias a Dios: Isla de Hara (isla barrera) y Cayo Troncoso (este último no suele ser identificado en mapas, pero se encuentra descrito en derroteros marinos antiguos).[36]
- Norte = Departamento de Islas de la Bahía, El Cayo de Laguna de Tornabe y Cayó San Lucas o cayó Blanco Santa Fe en la Bahía de Trujillo.
- Noroeste = Cayos Zapotillos

## Clima

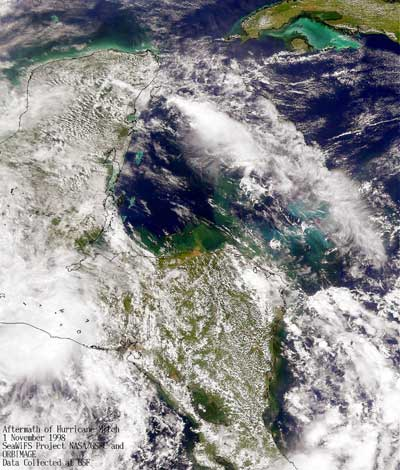
Vista del huracán Mitch en 1998.

Honduras se encuentra localizada en una posición tropical de 15 a 16 grados al norte del ecuador, únicamente cuenta con dos estaciones, las cuales están bien definidas: La estación seca y la estación lluviosa. La estación lluviosa comienza en mayo extendiéndose hasta el mes de julio con una pausa durante el mes de agosto, esta generalmente se reanuda en septiembre hasta el mes de noviembre cuando comienza la estación seca. Esta estación, se extiende hasta el mes de abril o mayo.
- El promedio de las temperaturas altas a través de todo el país es de 32 °C (90 °F), y el de las temperaturas bajas es de 20 °C (68 °F).
- El promedio anual de las temperaturas en el interior de Honduras es de 21 °C (70 °F).
- El promedio de la precipitación anual es de 1000 mm (40 pulgadas) en las montañas, y en los valles de la costa norte es de 2500 mm (100 pulgadas)
- Las zonas más bajas de la región costera tienen una media anual de 27 °C (80 °F) con altos grados de humedad.

En la zona costera del Atlántico se presenta por lo general un clima tropical lluvioso, con una temperatura media de 27 °C, máxima media de 30 °C Y una mínima media de 20,7 °C. La temporada de lluvias comienza en el mes de junio y por lo general dura hasta el mes de diciembre.
El promedio anual de lluvias es de 2643 mm.
La zona norte que abarca los departamentos de Cortés, y Yoro recibe un promedio anual de lluvia de 1200 mm durante en casi 5 meses del año. El promedio de humedad es del 75%. El promedio medio de temperatura anual de esta zona es de 26 °C con una máxima de 30 °C y una mínima de 21 °C.
La zona sur de Honduras cuenta con un clima de sabana tropical. En esta zona, se presenta generalmente un clima seco por seis meses o más. Durante la estación lluviosa, la zona sur acumula un promedio de 1680 mm.
La temperatura media es de 29,1 °C máxima de 35 °C mínima de 23,4 °C.
La zona central que corresponde a los departamentos de Francisco Morazán, Comayagua y La Paz, tiene un promedio de temperatura Media de 22,4 °C, máxima de 27,2 °C y mínima de 17,4 °C.
El promedio de lluvia es de aproximadamente 1000 mm durante más de tres meses del año.
| Clima de Tegucigalpa          | Clima de Tegucigalpa | Clima de Tegucigalpa | Clima de Tegucigalpa | Clima de Tegucigalpa | Clima de Tegucigalpa | Clima de Tegucigalpa | Clima de Tegucigalpa | Clima de Tegucigalpa | Clima de Tegucigalpa | Clima de Tegucigalpa | Clima de Tegucigalpa | Clima de Tegucigalpa | Clima de Tegucigalpa |
| Mes                           | Ene                  | Feb                  | Mar                  | Abr                  | May                  | Jun                  | Jul                  | Ago                  | Sep                  | Oct                  | Nov                  | Dic                  | Año                  |
| ----------------------------- | -------------------- | -------------------- | -------------------- | -------------------- | -------------------- | -------------------- | -------------------- | -------------------- | -------------------- | -------------------- | -------------------- | -------------------- | -------------------- |
| Temperatura máxima media (°C) | 23.8                 | 25.2                 | 26.6                 | 27.5                 | 27.1                 | 25.3                 | 24.5                 | 25.0                 | 24.4                 | 24.1                 | 23.4                 | 23.4                 | 25.0                 |
| Temperatura mínima media (°C) | 11.5                 | 12.9                 | 14.0                 | 15.4                 | 16.2                 | 16.2                 | 15.8                 | 15.8                 | 15.8                 | 15.4                 | 14.0                 | 13.1                 | 14.6                 |
| Precipitación (mm)            | 3.2                  | 4.9                  | 6.9                  | 25.9                 | 117.2                | 249.5                | 180.6                | 181.6                | 235.2                | 131.0                | 42.6                 | 7.6                  | 98.8                 |